# Calenzana
Calenzana [kalɛnzana] est une commune française située dans la circonscription départementale de la Haute-Corse et le territoire de la collectivité de Corse. Elle appartient à l'ancienne piève d'Olmia, en Balagne.

## Géographie

### Situation
Calenzana est une commune de Balagne, rattachée depuis 2014 au canton de Calvi . Elle a la particularité d'avoir une enclave, la commune de Moncale.
Calenzana est adhérente au parc naturel régional de Corse, dans le « territoire de vie » Falasorma-Marsulinu qui se situe au nord de la façade maritime occidentale du parc et comprend notamment la haute vallée de la Figarella (cirque de Bonifatu).

### Communes limitrophes
Les communes limitrophes sont  Asco, Calvi, Galéria, Manso, Mausoléo, Moncale, Montegrosso, Olmi-Cappella, Pioggiola et Zilia.

### Géologie et relief
Avec un territoire de 182,77 km2, la commune est la deuxième de Corse par sa superficie. Ce territoire se situe dans la « Corse granitique » à l'ouest du sillon dépressionnaire central de l'île. Le sol est granitique sur la majeure partie du territoire ; granit rouge et porphyre rouge rendent le paysage très coloré. Ce territoire en deux parties se divise en cinq ensembles majeurs :

#### La vallée du Fiume Seccu
La vallée du Fiume Seccu constitue l'extrémité orientale de la commune, qui comprend le village proprement dit et est fermée à l'est par le Monte Grosso (1 937 m), la Punta Radiche (2 012 m) et le Capu a u Dente (2 029 m).

#### La plaine de la Figarella
La plaine de la Figarella est la partie centrale de la commune, qui s'étale au pied d'une chaîne de montagnes comprenant des sommets parmi les plus hauts de l'île, avec des cols remarquables au sud, et vers la mer (golfe de Calvi) au nord.

#### Le cirque de Bonifatu
Le cirque de Bonifatu est compris dans les limites du parc naturel régional de Corse. Il est formé par des sommets bien connus des grands randonneurs et constitue la haute vallée de la Figarella. Sur les hauteurs, on trouve deux petits lacs : le lac de la Muvrella (1 868 m) et le lac du Ceppu (1 793 m). Le cirque est couvert par la forêt domaniale de Bonifatu encadrée par la forêt communale de Calenzana-Moncale.

#### La façade maritime

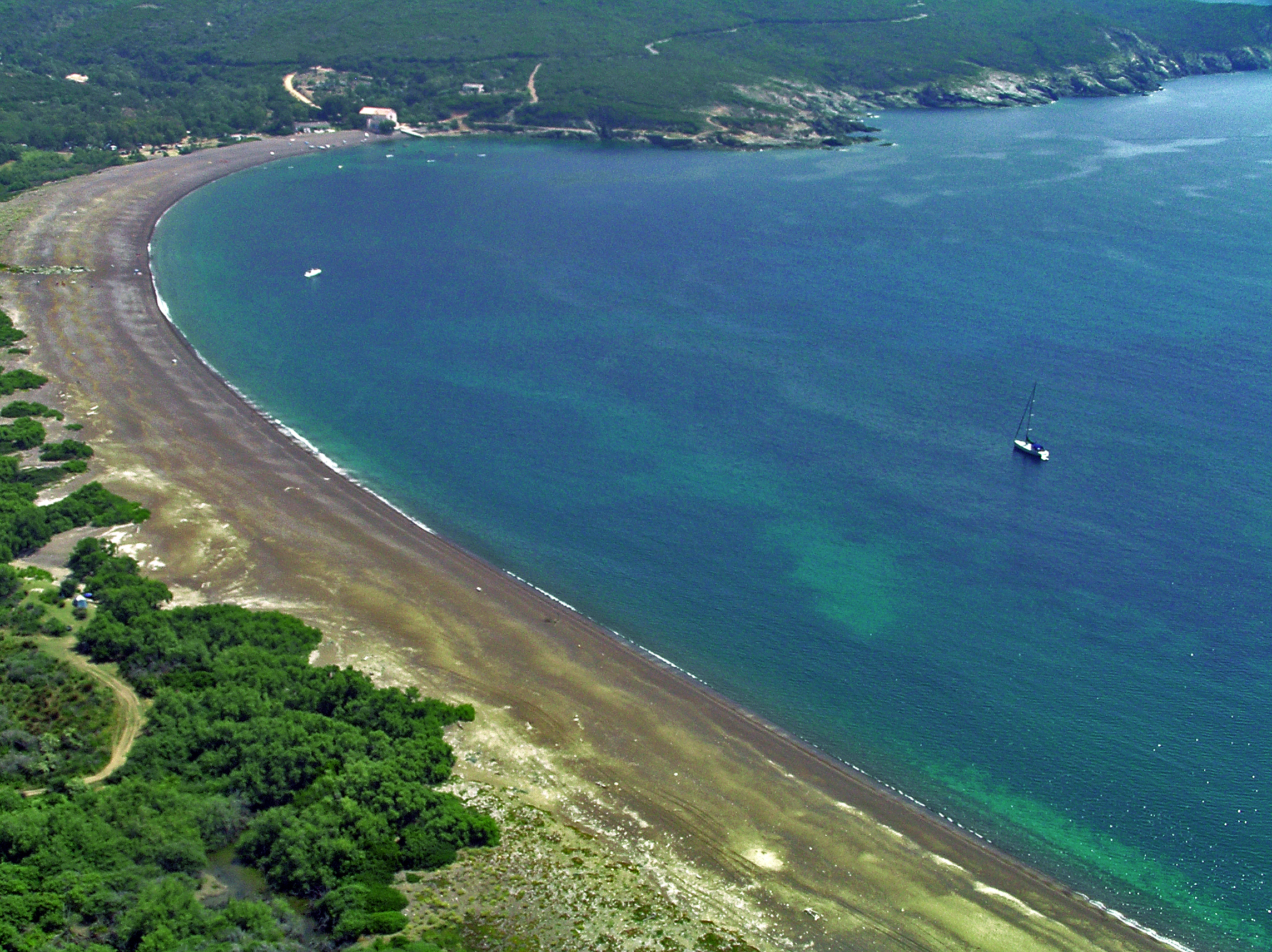
Plage et hameau de l'Argentella.

La commune possède à l'ouest, une façade maritime quasiment inhabitée d'un peu plus de seize kilomètres de côtes déchiquetées, dotée notamment de l'unique plage de galets de l'Argentella, au fond de la baie de Crovani, n'offrant aucun abri sûr pour la navigation maritime. Les terres dominant la baie sont occupées par la localité éparse mais étendue de Luzzipeo (partagée avec la commune de Galéria), occupant les lieux de l'ancien village du même nom ruiné par les barbaresques il y a près de cinq cents ans.
Dominé par le massif de l'Argentella, terre de bergers inculte et depuis toujours quasi inhabitée, ce littoral part du nord de l'embouchure du ruisseau de Vetrigiola dans la baie de Nichiareto. Il comporte un cap remarquable, le capo Cavallo, au sommet duquel se trouve le sémaphore de Cavallo mis en sommeil depuis 1987. Punta Bianca, Punta di Cantaleli, Punta Aranjagia et Capu di a Morsetta sont les autres extrémités de ce littoral inhospitalier dont les seules habitations dominent la baie de Crovani. Autour de Capu di a Morsetta se trouvent les îlots de Mursetta.
En arrière de la plage, est l'étang de Crovani qui fait partie du site naturel de Crovani, d'une superficie de 25 ha propriété protégée du Conservatoire du littoral. Le hameau de L'Argentella quant à lui se trouve sur la commune de Galéria.

#### Le Marsolinu
Le Marsolinu est une autre terre de bergers du Niolo, une entité territoriale située au sud-est de l'Argentella, séparée de la plaine de la Figarella par la Bocca di Marsolinu (443 m). Compris dans les limites du parc naturel régional de Corse, ce territoire occupe la haute vallée du Marsolinu, ruisseau affluent du Fango. Il représente l'ancienne pieve d'Armito qui existait encore au début du XVIe siècle.
Limites territoriales
La commune de Calenzana est délimitée à l'est et au sud par de nombreux cols et sommets :
- à l'est, ils sont Monte Grosso (1 937 m), Punta Radiche (2 012 m), Capu a u Dente (2 029 m), Bocca di Tartagine (1 852 m), Monte Corona (2 144 m), Capu Ladroncellu (2 145 m), col d'Avartoli (1 898 m), Punta Ghialla (2 085 m), Punta Mezzagnu (2 085 m), Capu a u Carrozzu (2 139 m), a Muvrella (2 148 m) ;
- au sud, Bocca di Maghine (1 798 m), Capu Penne Rosse (1 991 m), Bocca di Taita (1 836 m), Bocca di Filu (1 687 m), Capu di Meta di Filu (1 819 m), Bocca di Pittinaghia (1 588 m), Capu a u Ceppu (1 954 m), Bocca di u Terribule (1 661 m), Punta a u Corbu (1 123 m), Capu Formiculaghju (1 713 m), Capu Sivaghiu (1 623 m), Bocca di l'Erbaghiolu (1 258 m), Bocca di Bonassa (1 153 m), Punta di Bonassa (1 179 m), Capu di Vegna (1 388 m), Bocca d'Avulanu (779 m), Capu Caviglia (893 m), Bocca a u Ghineparu (476 m). Depuis ce point, la ligne de crête atteint le ruisseau de Marsolinu, au lieu-dit Cherchisanu hameau de Galéria, puis repart vers l'ouest, passant par Capu di l'Argentella (813 m), redescendant vers la mer en suivant le cours du ruisseau de Cardiccia jusqu'à son embouchure dans la baie de Crovani.

Sa limite au sud avec Galéria, se situe au sud de la plage de l'Argentella, à l'embouchure du ruisseau de Cardiccia dans la baie de Crovani.
Au nord enfin, Calenzana est séparé de Calvi depuis le nord de la baie de Nichiareto. De ce point part une démarcation qui passe par des collines ayant pour nom Capu di Latone (351 m), Capiglione di Prunu, Bocca Scassata, Capu di a Veta (703 m), qui descend dans la plaine de la Figarella, coupant son affluent la rivière Ronca, franchissant la route D81, l'aérodrome de Calvi Sainte-Catherine entre l'entrepôt de carburants et l'aérodrome de tourisme, franchit la Figarella et longe le sud de la zone d'activité de Cantone (Calvi). De là, la ligne se dirige à l'Est, suit la rive droite du ruisseau de Campianellu sur environ 3,5 km. Elle traverse ensuite le fiume Seccu en direction de Capu di Bosco (401 m) qui domine l'ancien couvent d'Alzi Pratu (Zilia), suit une nouvelle ligne de crête qui grimpe rapidement en direction du Monte Grosso, via Capu di Cunaghia (716 m) et Capu di Ruia (1 194 m).

### Hydrographie
Le réseau hydrographique est dense, expliqué par la barrière de hautes montagnes qui arrêtent les nuages et réceptionnent les pluies amenées par les vents d'ouest dominants.
Le cirque de Bonifatu est formé par les crêtes comprises entre Capu a u Dente et Punta di Bonassa. Il est le bassin versant du ruisseau de Lomitu qui prend le nom de rivière la Figarella en aval, à hauteur de la maison forestière de Bonifato. La Figarella est le principal cours d'eau de la commune. Le fiume Seccu prend aussi sa source sur Calenzana, à l'altitude 1 348 mètres, au flanc méridional du Monte Grosso. Dans sa partie haute, il porte le nom de ruisseau de Pozzi, puis ruisseau de Frintogna. Figarella et Seccu ont leur embouchure dans le golfe de Calvi.
La particularité des cours d'eau locaux est que leur lit est, pour la plupart, sec dès le mois de juin/juillet. C'est le cas du fiume Seccu qui porte bien son nom.
Les cours d'eau qui débouchent sur la façade maritime, naissent tous sur la commune. Ils ont pour nom ruisseau de Vetrigiola, ruisseau de Maestru, ruisseau d'Aia, ruisseau de Maggine affluent du ruisseau de l'Ortacciu lequel se jette dans l'étang de Crovani.
Au sud de la commune, dans ce qui était l'ancienne pieve d'Armito, prend naissance le Marsulinu, affluent du Fango qui se jette à la mer dans le golfe de Galéria.

### Climat et végétation
Calenzana possède un climat méditerranéen, tempéré, aux variations de températures modérées dans la journée. Les hivers sont doux et humides et les étés secs et chauds. Calenzana est soumis aux vents d'ouest nord-ouest dominants, libeccio, mistral, punente, qui soufflent avec violence sur les côtes, sculptant le maquis bas du bord de mer.
Si le littoral est sous l'influence marine qui réchauffe les températures en hiver et les rafraîchit en été, l'intérieur est marqué par la fraîcheur due à la présence des hautes montagnes, aux sommets enneigées plusieurs mois dans l'année.
Les pluies sont abondantes au printemps et en automne, quelquefois violentes et fortes en d'autres périodes. Mais les crues sont rares dans la plaine de la Figarella. Quoique exposée aux vents forts d'ouest, la végétation bénéficie de conditions climatiques favorables. Palmiers, mimosas, agaves, figuiers de Barbarie, tous les agrumes, kiwis, etc., supportent très bien les rares vagues de froid qui s'abattent sur le littoral balanin.
La commune a une couverture forestière importante avec la forêt territoriale de Bonifatu, la forêt de Sambuccu et la forêt communale indivise de Calenzana-Moncale qui couvre la majeure partie du sud de la commune.
Les essences diffèrent selon l'étage. À l'étage inférieur en exposition sud, on rencontre majoritairement les pins maritimes au milieu du maquis et les chênes verts en fond des vallons humides. À l'étage supérieur, jusqu'à une hauteur maximale de 900 mètres, ne subsistent en exposition nord que les pins laricio (laricci en langue corse). Vers les sommets, on rencontre les rochers nus.
La forêt de Bonifatu est un des rares havres de fraîcheur dans une Balagne chaude et aride en été. Elle est dans le prolongement de la forêt de Tartagine-Melaja dans le Giussani, au-delà du Monte Grosso. Ces forêts sont gérées par l'ONF. Toute circulation automobile est interdite en forêt.
La partie orientale de la commune présente un tapis végétal différent, selon le versant. Côté mer, le sol est rocailleux, aride, sans arbre. L'armérie de Soleirol (d’après Henri-Augustin Soleirol), espèce végétale rare mentionnée à l'annexe II de la Directive européenne Natura 2000, est présente sur la commune. Côté terre, le maquis méditerranéen est prépondérant, dense. Il abrite de très nombreux sangliers dont la chasse était une passion du Prince Pierre (Il avait une résidence de chasse à lo Cipeo, aujourd'hui Luzzipeo).
Sur la côte, on rencontre des cormorans huppés et des balbuzards pêcheurs, espèces protégées.
La partie orientale est une plaine arrosée par la Figarella et ses affluents nombreux. Des futaies de pin maritime sont présents côté montagne. Plus bas, la vigne occupe de grandes parcelles. Nombreux sont les champs en friche, redevenus des cistaies et couverts de marquis bas, abandonnés aux troupeaux de moutons et de chèvres.

La culture de l'olivier est ancestrale. Le terrible incendie de 2005 qui était parti du lieu-dit « Auberge du Coucou » et avait détruit près de 1 500 ha, s'était rapidement déplacé vers l'est, épargnant en grande partie l'oliveraie de Calenzana.

### Voies de communication et transports

#### Accès routiers

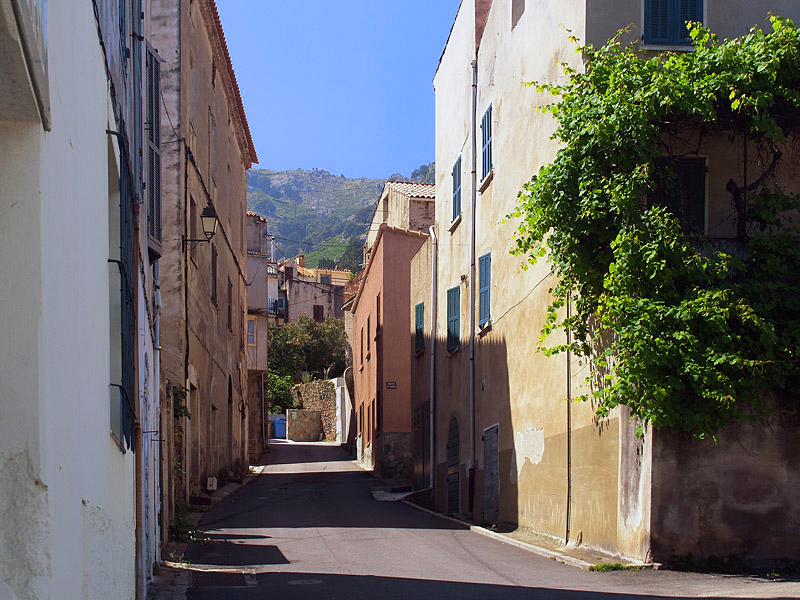
Ruelle longeant la place commune.

La commune est traversée par la route D 151. Celle-ci prend relie le rond-point dit de la Légion sur la Route territoriale 30 (ex-RN 197), à Cateri via Calenzana, Zilia, Montegrosso, le col de Salvi (509 m). En traversant le village la route D 151 prend le nom de Cours Prince-Pierre jusqu'à la fontaine du même nom.
Le village de Calenzana est relié à Moncale par la D 51, les deux villages ne sont distants que d'un kilomètre. En poursuivant la D 51, on arrive à sa jonction avec la D 251. Celle-ci permet de rallier l'entrée de la forêt de Bonifato où la route se termine en cul-de-sac.
La route d'Ajaccio (D 81) permet de rallier Galéria (Filosorma) via le col de Marsolinu. La route du littoral (D81b), qui dessert Luzzipeo depuis Calvi, rejoint celle-ci peu avant Galéria.

#### Transports
Il existe un service de transports scolaires pour conduire les enfants qui fréquentent le collège de Calvi.
Calenzana est distant de 13 km de la gare de Calvi et de son port de commerce, et d'autant de son aéroport.

## Urbanisme

### Typologie
Au 1er janvier 2024, Calenzana est catégorisée commune rurale à habitat dispersé, selon la nouvelle grille communale de densité à sept niveaux définie par l'Insee en 2022.
Elle est située hors unité urbaine. Par ailleurs la commune fait partie de l'aire d'attraction de Calvi, dont elle est une commune de la couronne,. Cette aire, qui regroupe 15 communes, est catégorisée dans les aires de moins de 50 000 habitants,.
La commune, bordée par la mer Méditerranée, est également une commune littorale au sens de la loi du 3 janvier 1986, dite loi littoral. Des dispositions spécifiques d’urbanisme s’y appliquent dès lors afin de préserver les espaces naturels, les sites, les paysages et l’équilibre écologique du littoral, tel le principe d'inconstructibilité, en dehors des espaces urbanisés, sur la bande littorale des 100 mètres, ou plus si le plan local d’urbanisme le prévoit.

### Occupation des sols
L'occupation des sols de la commune, telle qu'elle ressort de la base de données européenne d’occupation biophysique des sols Corine Land Cover (CLC), est marquée par l'importance des forêts et milieux semi-naturels (87,1 % en 2018), une proportion sensiblement équivalente à celle de 1990 (88 %). La répartition détaillée en 2018 est la suivante : 
milieux à végétation arbustive et/ou herbacée (64,5 %), espaces ouverts, sans ou avec peu de végétation (13,2 %), forêts (9,4 %), prairies (4,6 %), zones agricoles hétérogènes (3,9 %), cultures permanentes (2 %), terres arables (1,1 %), zones urbanisées (0,9 %), mines, décharges et chantiers (0,2 %), zones industrielles ou commerciales et réseaux de communication (0,1 %), eaux maritimes (0,1 %). L'évolution de l’occupation des sols de la commune et de ses infrastructures peut être observée sur les différentes représentations cartographiques du territoire : la carte de Cassini (XVIIIe siècle), la carte d'état-major (1820-1866) et les cartes ou photos aériennes de l'IGN pour la période actuelle (1950 à aujourd'hui).

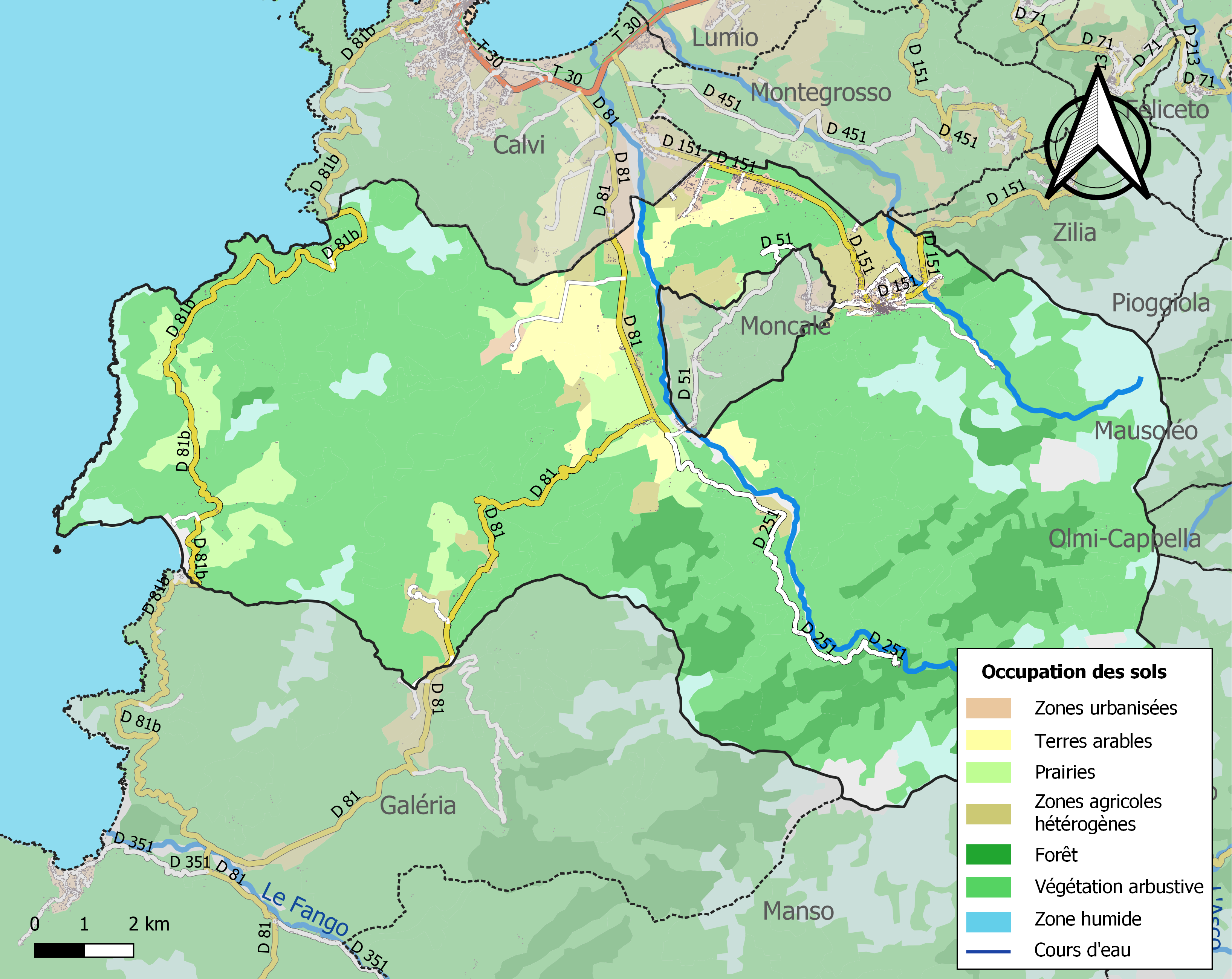
Carte des infrastructures et de l'occupation des sols de la commune en 2018 (CLC).
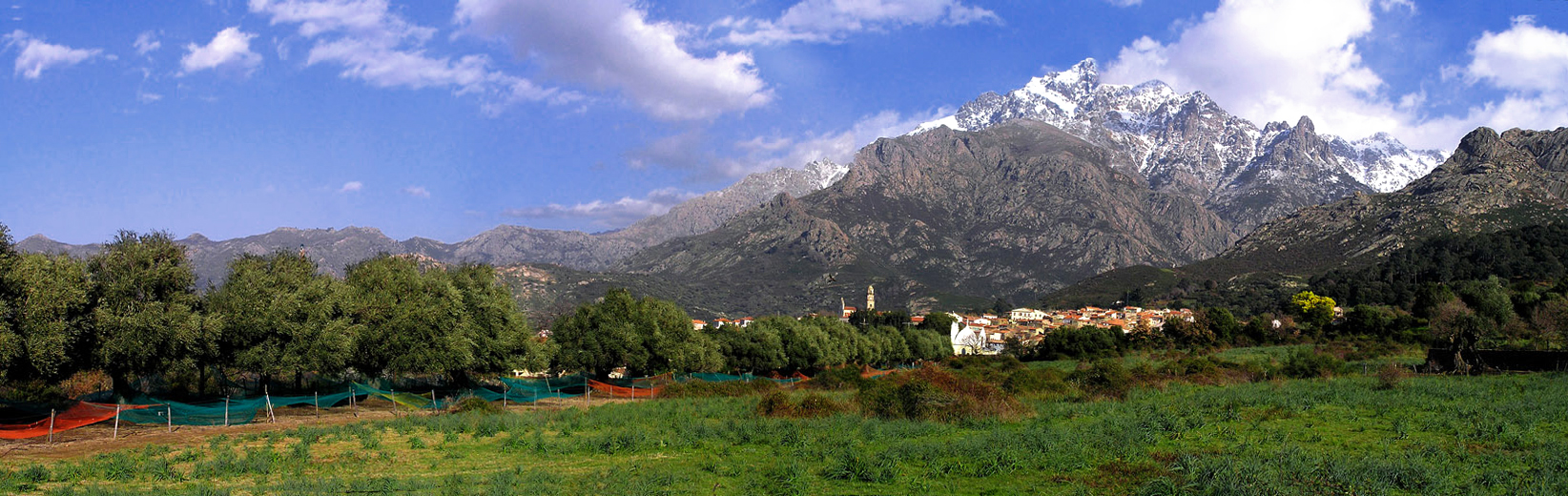
Panorama.

## Histoire
L'histoire de la commune est riche et ancienne.

### Préhistoire

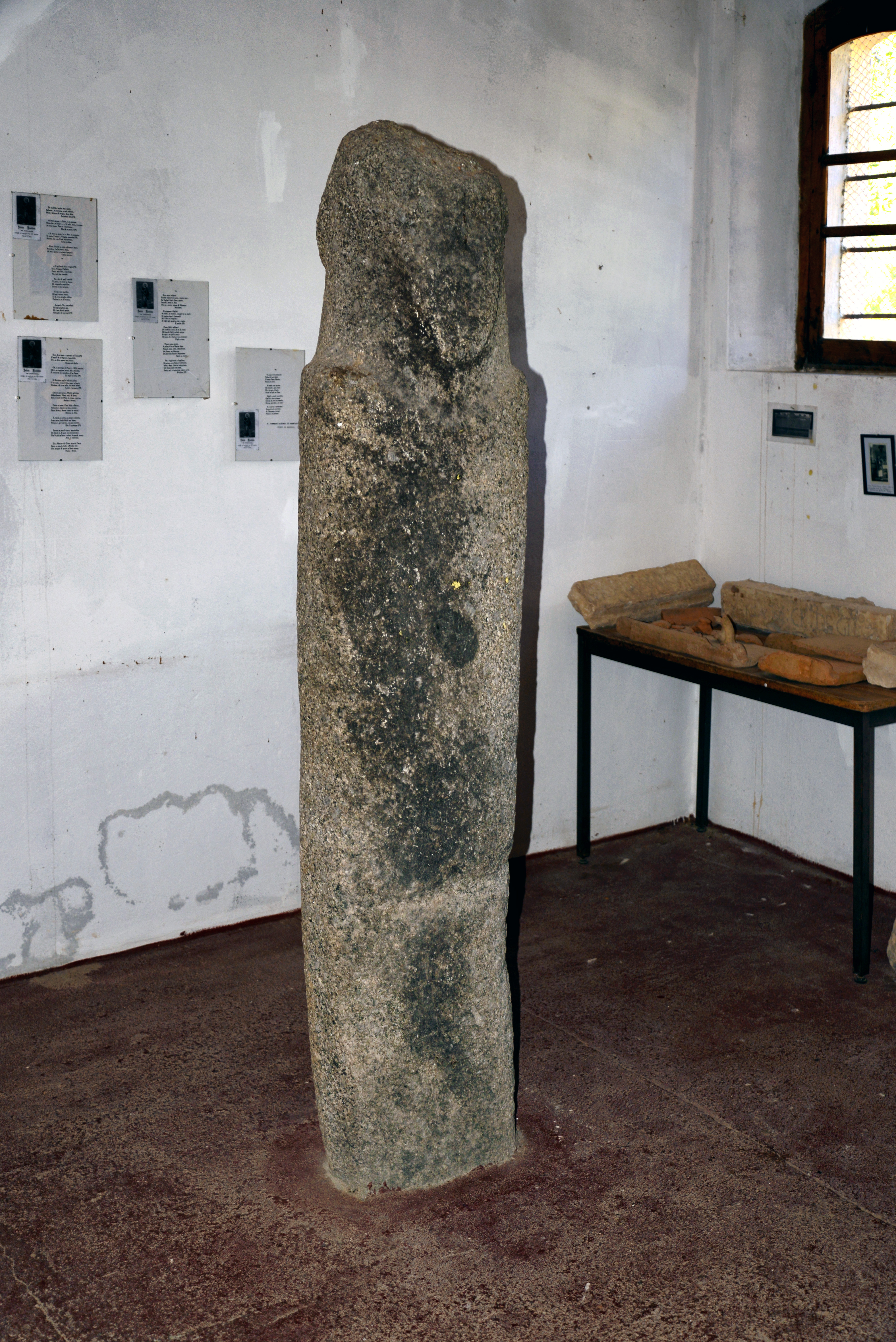
Statue menhir dans l'église Santa Restituta.

Le territoire était déjà occupé à l'époque préhistorique comme en témoignent les deux statues-menhirs découvertes au milieu du XXe siècle à Luzzipeo. Une campagne de fouilles archéologiques vient de démarrer sur le site.

### Antiquité
Existait alors la cité romaine d'Olmia qui a donné son nom à l'ancienne pieve d'Olmia. Vers 1520 Olmia appartient à la province génoise de Balagna qui comprenait les pievi de Toani, Aregnu, Santo Andrea, Pino et Ulmia.
C'est sur le site de l'ancienne cité que fut construite au XIe siècle l'église Sainte Restitude.

### Moyen Âge
La podestérie de Balagna comprenait en 1366 les mêmes pievi que cent ans plus tard en 1454 : Chiomi, Armito, Ulmia, Pino, Sant'Andria, Tuani, Jussani et Ostriconi.
Au XVIe siècle, la pieve d'Olmia comportait deux lieux habités : Calensani et Mucale. Aussi vaste qu'elle soit, vers 1520, elle ne comptait qu'environ 1 250 habitants.
Vers 1520, Chiomi était une pieve inhabitée, excepté le village de Luzzipeo. La pieve d'Armito (représentée géographiquement par la vallée du Marsolinu, affluent du Fango, aujourd'hui partie intégrante de la commune de Calenzana) était également inhabitée ; mais sa piévanie, selon Mgr Giustiniani, était l'église San Giovanni Battista de Calenzana. Les pievi d'Armito et de Chiomi ont disparu des registres des tailles de Balagna en 1537.
L'église Santa-Restituta (Sainte-Restitude) des XIe et XIe siècles, remaniée au XVIIIe siècle, abrite les reliques de sainte Restitude. Cette sainte martyre des premiers siècles a été déclarée patronne de la Balagne par décision de Jean-Paul II en 1984. Sous l'église Saint-Blaise située en centre ville, se trouve la sépulture de 500 mercenaires allemands comme écrit sur une plaque commémorative. Recrutés par les Génois pour les aider à défendre la Corse, ils ont été tués en 1732 par les patriotes corses lors de la bataille. Lorsque les mercenaires sont entrés dans Calenzana, la population les attendait et leur a jeté du haut des fenêtres des ruches d'abeilles. Les soldats allemands souffrant de nombreuses piqûres, se seraient regroupés sur la place de l'église où ils auraient été abattus. Une plaque commémorative rappelant ces faits est apposée au bas du clocher récemment restauré de l'église Saint-Blaise sur la place du village. En fait, il n'y aurait eu de 200 morts et blessés (Cf. Bataille de Calenzana).

### Temps modernes

#### Calenzana au temps de la Grande révolte des Corses contre les Génois
Dans sa Chronologie des évènements qui se sont déroulés durant quarante ans, de 1729 à 1769, Antoine-Dominique Monti rapporte les faits suivants, concernant Calenzana et la participation de ses gens dans la révolte contre l'occupant génois :
- 1731, durant le premier soulèvement :
  - 25 janvier : les généraux de la Nation Giafferi et Ceccaldi ordonnent à la province de Balagna de s'unir au mouvement général et de participer à la prochaine consulte, ce qui sera accepté sauf par la pieve d'Olmia (Calenzana) qui reste fidèle aux Génois.
- 1732 : 
  - Janvier : À la demande des Génois, l'empereur romain germanique intervient et envoie des troupes. Le colonel de Vins, avec 600 soldats d'élite allemands, débarque à Calvi venant de Bastia.
  - Le 14 janvier, De Vins tente d'occuper Calenzana. Il y subit une lourde défaite, contre des habitants aidés par ceux de villages environnants, de patriotes... et des abeilles.

- 1736 :

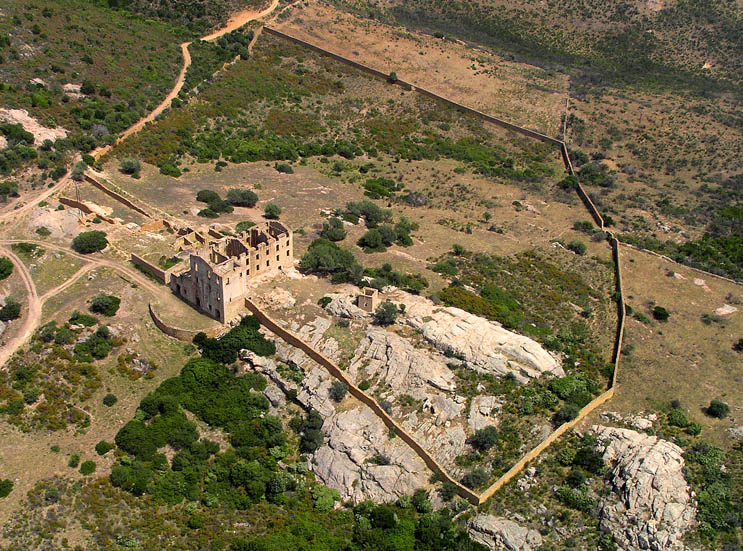
Maison de chasse du Prince Pierre à Luzzipeo.

  - 6 juin : Le roi Théodore Ier passe en Balagna, accompagné par Ghjacintu Paoli et Giafferi. Il fera attaquer, sans grand succès, Calenzana et Algajola.
  - 1er juillet. L'abbé Salvini, de retour de Livourne, apporte des armes et des munitions à Théodore qui continue, sans succès, d'assiéger Calinzana.
- 1737, Le Roi de France intervient pour aider les Génois. Situation militaire en Balagna en octobre : Calvi, Lumiu, Calenzana et Algajola sont aux mains des Génois ; les Nationaux sont à Montemagiore, Lunghignano, Cassano, Ziglia, Corbara, Monticello, Santa Riparata.
- 1739, fin mars. Maillebois se porte à Calenzana, lieu ami. Il ordonne de couper les oliviers appartenant aux rebelles afin de forcer ceux-ci à venir combattre à découvert. Les Corses mettent les Français en fuite et brûlent les maisons que les Calinzaninchi possèdent à Montemagiore.
- 1749 : Au cours de la deuxième intervention française,
  - 10 mars, le marquis de Cursay, colonel du régiment de Tournaisis, réunit les procureurs de la Balagna au couvent d'Aregno. (Les députés de Calenzana, conseillés par le commissaire Mari qui réside toujours à Calvi, déclarent ne pas adhérer aux décisions qui seront prises).
  - 6 avril la population de Calenzana réaffirme sa fidélité à la République.
- 1751, le 20 septembre, Ghjiseppu Maria Massoni, de Calenzana, est nommé évêque de Sagone. Il est sacré à Rome le 26.
- 1765, le 13 mai, Mgr Massoni meurt à Speloncato où il était retenu en otage par les troupes paolistes. Il sera enseveli le 1er juin à Calenzana.

Au début du XVIIIe siècle, la pieve de Pino redécoupée, comprend seulement les villages de Calenzana, Moncale et Montemaggiore. À la demande de Gênes, l’abbé Francesco Maria Accinelli avait dressé une estimation des populations à partir des registres paroissiaux dont voici un extrait (texte en italien) : « Giurisditione di Calvi : ... II. Pieve di Pino : Moccale 249. Calenzana 1615. Monte maggiore 552. Presidio di Calvi, e suo Borgo 1062 », soit une population de 2 416 habitants.
- 1768 - L'île passe sous administration militaire française. La pieve de Pino fusionne avec celle d'Olmia pour former la pieve de Monte Grosso.
- 1789 - L'Assemblée nationale décrète que « la Corse fait partie de la France ».
- 1790 - Le 26 février, un décret de l’Assemblée nationale fixe le nom, l’étendue, les limites et les districts des 83 départements. La Corse est partagée en neuf districts (avant on disait juridictions) : Bastia, Oletta, A Porta, Cervioni, Corti, l’Isula Rossa, Aiacciu, Tallà et Vicu. Le district est partagé en cantons (avant on disait pievi), le canton en communes. La piève de Monte Grosso devient le canton de Calenzana dans le département de Corse. Le canton de Calenzana est dans le ressort du tribunal de L'Île-Rousse.

#### Le Prince Pierre

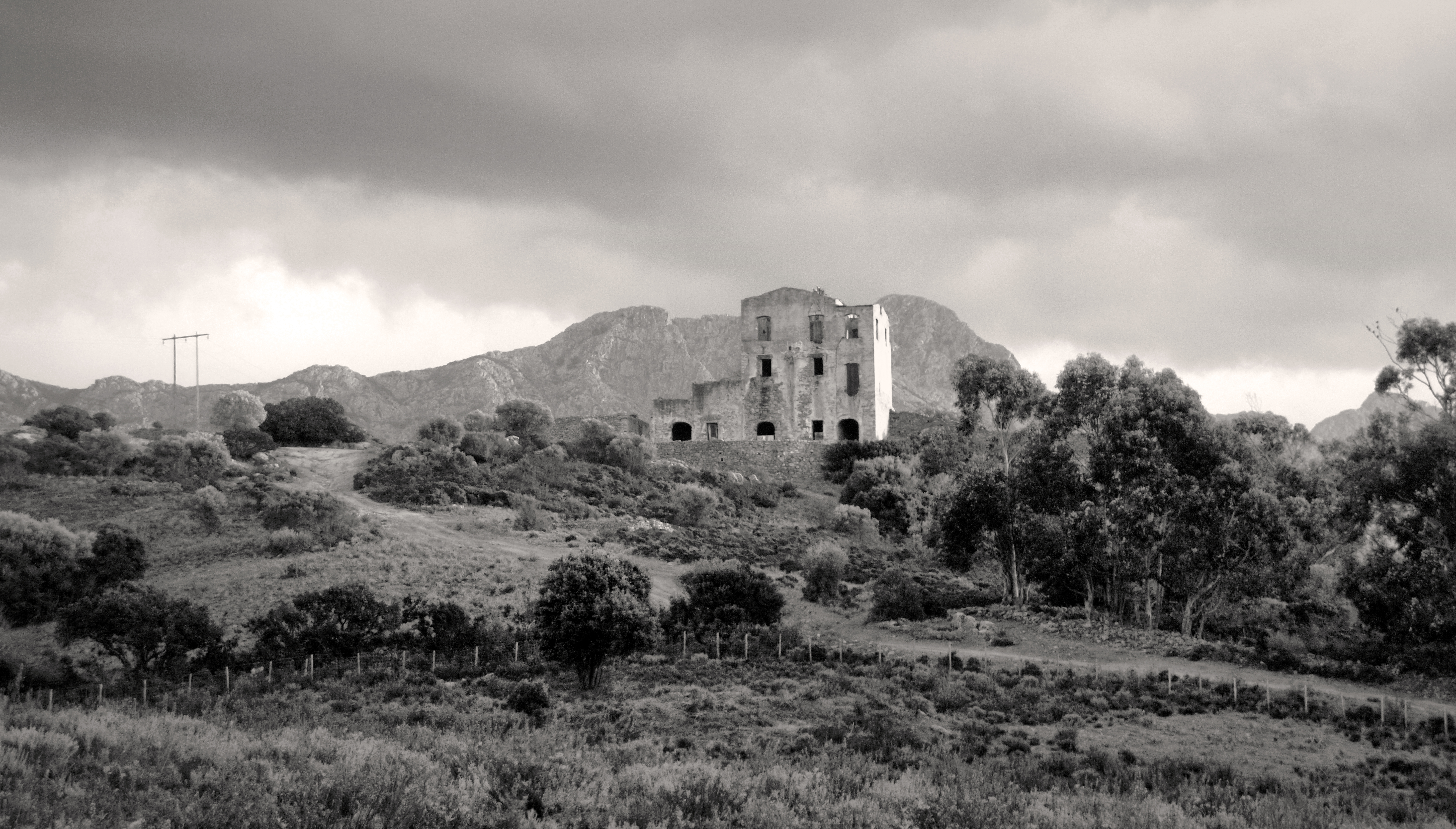
Maison de chasse du prince Pierre-Napoléon Bonaparte à Luzzipeo.

Au milieu du XIXe siècle, le prince Pierre-Napoléon Bonaparte, fils de Lucien Bonaparte Altesse impériale, frère de Napoléon Ier, vint habiter à Calenzana. Il fit construire une maison dans la forêt de Bonifatu et une maison de chasse au lieu-dit lo Cipeo (Luzipeo ou Luzzipeo (prononcer Loutzibé-ou), dominant la baie de Crovani. Sa maison de Luzzipeo est incendiée et détruite pendant la chute de l'Empire, et celle dans la forêt ruinée.
Savoir aussi qu'en 1852, il s'installa avec son épouse Éléonore-Justine Ruffin, dite « Nina », à Grotta Niella, dans une maison en bordure de mer dominant la plage de l'Alga au fond du golfe de la Revellata, à quatre kilomètres au sud de Calvi. Cette demeure est ruinée.
C’est grâce à sa générosité que les Calenzanais ont bénéficié, parmi les premiers de l’île, des bienfaits de l’eau potable à volonté. Calenzana est probablement la seule localité de France où une place publique porte le nom de ce prince et où on peut voir son buste.

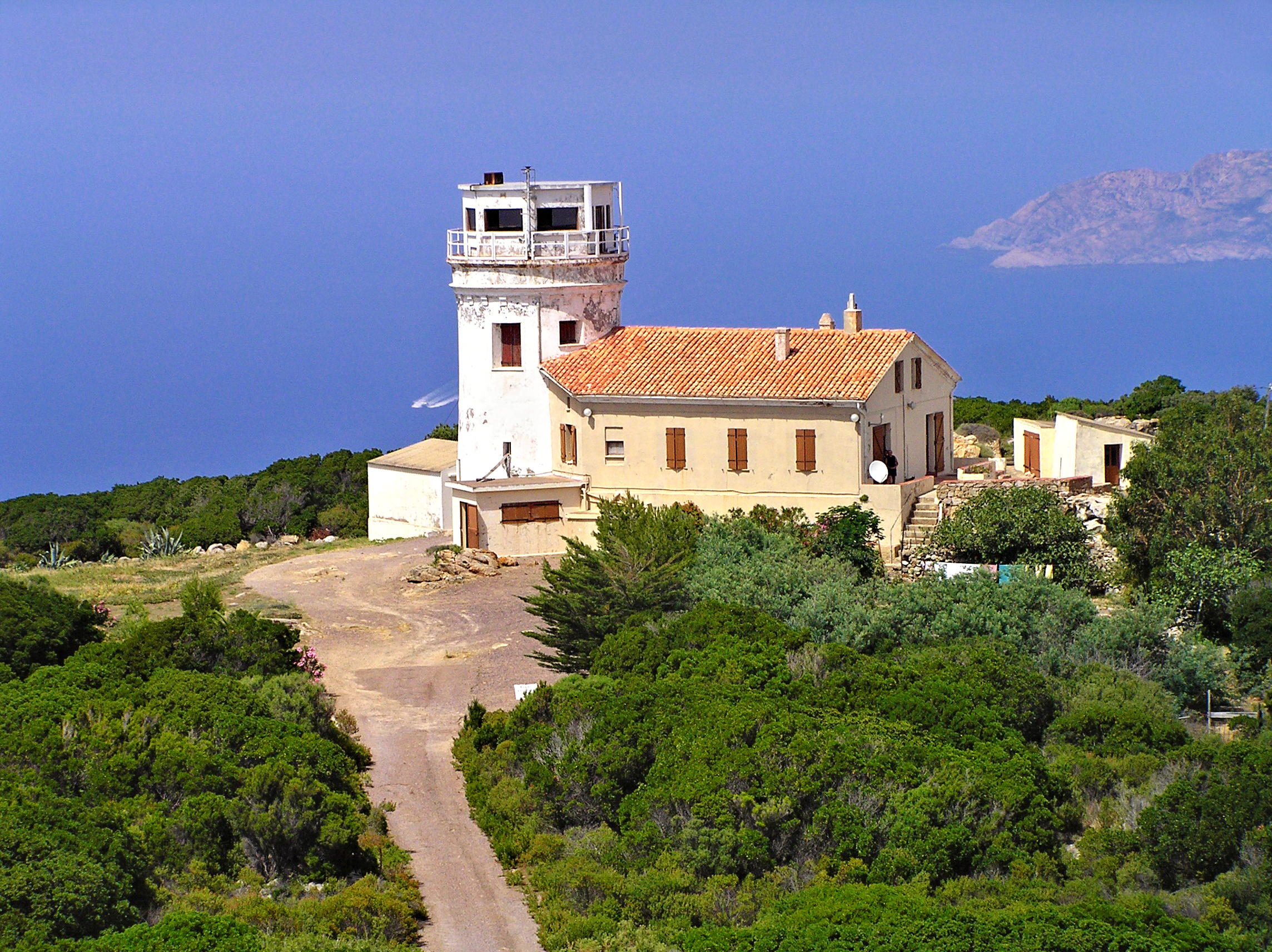
Sémaphore de Cap Cavallo.

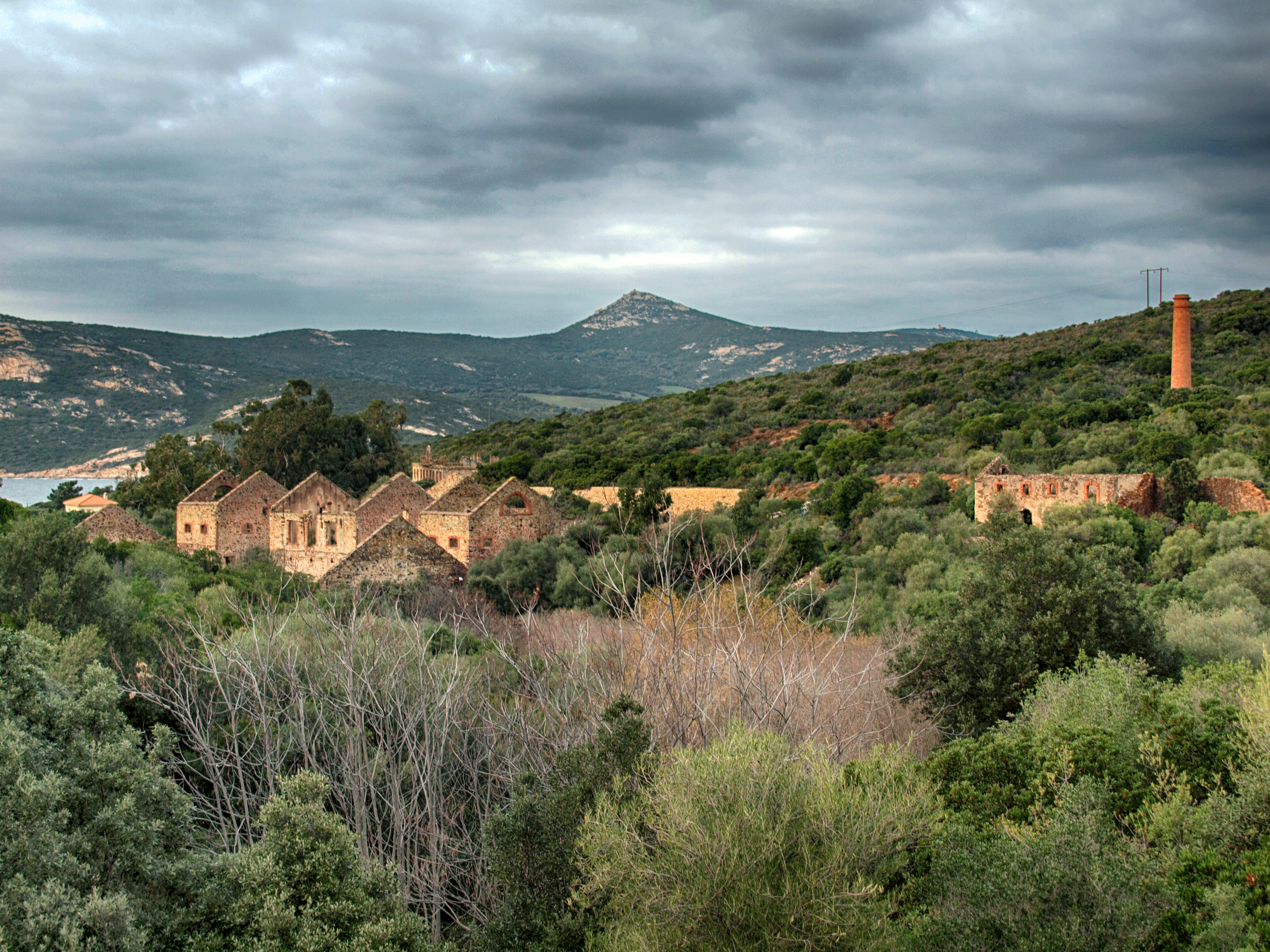
Anciennes mines de l'Argentella.

- 1810 - Le sémaphore de Capo Cavallo, poste de guet dans le dispositif de défense des côtes, entre en activité. Il est armé par des guetteurs sémaphoriques de la Marine nationale.
- 1847 - Le gisement de plomb argentifère et de cuivre de l'Argentella fait l'objet de plusieurs permis de recherches. Dès 1848 démarre son exploitation.
- 1857 - Faute de capitaux, l'exploitation du site est arrêtée et ce jusqu'en 1865.
- 1873 - D'importants travaux sont réalisés à l'Argentella : construction d'une vaste usine destinée à l'enrichissement et au lavage du minerai et de bâtiments administratifs, édification d'un barrage sur le ruisseau de Chierchiu, aménagement du port Julia dans la baie de Crovani.
- 1886 - Les mines de l'Argentella sont vendues à des investisseurs anglais.
- 1898 - L'usine de l'Argentella est démantelée.

### Époque contemporaine
- 1954 - Le canton de Calenzana est formé avec les communes de Calenzana (1 623 habitants à cette date), Galéria, Manso, Zilia, Moncale, Cassano, Montemaggiore et Lunghignano ; ces trois dernières fusionneront en 1971-1972 pour devenir la commune de Montegrosso.
- 1960 - Le 4 avril, Pierre Guillaumat ministre délégué à l'Énergie atomique, accompagné de Francis Perrin, arrivent à Ajaccio en vue d'examiner sur place les possibilités de création d'un centre d'expérimentations nucléaires souterraines dans les anciennes mines de l'Argentella, avec un projet déjà prêt. La réaction effrayée des élus ne se fait pas attendre ; un comité de défense est créé avec l'aide du commandant Cousteau ; dans le journal Petit Bastiais on peut lire d'Aimé Pietri rédacteur en chef : "La solution au problème corse : la bombe atomique". Le gouvernement renonce au projet, l'annonce en sera faite en 1964. C'était la première victoire pour la protection de l'environnement[25].
- 1964 - Le 24 janvier, la déchéance de la concession de l'Argentella est prononcée.
- 1987 - Le sémaphore de Capo Cavallo est mis en sommeil au début de l'année.

## Politique et administration

### Liste des maires
| Période                                  | Période                   | Identité                | Étiquette | Qualité                                                                     |
| ---------------------------------------- | ------------------------- | ----------------------- | --------- | --------------------------------------------------------------------------- |
| 1801                                     | 1824                      | Joseph Marie Buonacorsi |           | Prêtre defroqué, magistrat                                                  |
| Les données manquantes sont à compléter. |                           |                         |           |                                                                             |
| Maire en 1911                            | ?                         | Joseph Marini           |           |                                                                             |
| Les données manquantes sont à compléter. |                           |                         |           |                                                                             |
| mars 1977                                | mars 1983                 | Philippe Marini         |           |                                                                             |
| Les données manquantes sont à compléter. |                           |                         |           |                                                                             |
| mars 2001                                | En cours (au 18 mai 2020) | Pierre Guidoni          | DVD       | Permanent politique Conseiller général du canton de Calenzana (2008 → 2015) |
| Les données manquantes sont à compléter. |                           |                         |           |                                                                             |

## Population et société

### Démographie
L'évolution du nombre d'habitants est connue à travers les recensements de la population effectués dans la commune depuis 1800. Pour les communes de moins de 10 000 habitants, une enquête de recensement portant sur toute la population est réalisée tous les cinq ans, les populations de référence des années intermédiaires étant quant à elles estimées par interpolation ou extrapolation. Pour la commune, le premier recensement exhaustif entrant dans le cadre du nouveau dispositif a été réalisé en 2005.

En 2022, la commune comptait 2 571 habitants, en évolution de +10,68 % par rapport à 2016 (Haute-Corse : +5,15 %, France hors Mayotte : +2,11 %).
| 1800  | 1806  | 1821  | 1831  | 1836  | 1841  | 1851  | 1856  | 1861  |
| ----- | ----- | ----- | ----- | ----- | ----- | ----- | ----- | ----- |
| 1 150 | 1 996 | 1 885 | 1 974 | 2 160 | 2 250 | 2 377 | 2 440 | 2 553 |

| 1866  | 1872  | 1876  | 1881  | 1886  | 1891  | 1896  | 1901  | 1906  |
| ----- | ----- | ----- | ----- | ----- | ----- | ----- | ----- | ----- |
| 2 700 | 2 608 | 2 620 | 2 639 | 2 868 | 2 970 | 3 055 | 2 987 | 2 818 |

| 1911  | 1921  | 1926  | 1931  | 1936  | 1946  | 1954  | 1962  | 1968  |
| ----- | ----- | ----- | ----- | ----- | ----- | ----- | ----- | ----- |
| 2 677 | 2 566 | 2 642 | 2 719 | 3 063 | 2 144 | 1 623 | 1 050 | 1 061 |

| 1975  | 1982  | 1990  | 1999  | 2005  | 2006  | 2010  | 2015  | 2020  |
| ----- | ----- | ----- | ----- | ----- | ----- | ----- | ----- | ----- |
| 1 478 | 1 623 | 1 535 | 1 722 | 1 757 | 1 760 | 2 168 | 2 279 | 2 520 |

| 2022  | - | - | - | - | - | - | - | - |
| ----- | - | - | - | - | - | - | - | - |
| 2 571 | - | - | - | - | - | - | - | - |

Le premier recensement a eu lieu en 1800 ; il avait donné 1 150 habitants. Ce nombre a augmenté régulièrement jusqu'à la fin du XIXe siècle pour atteindre, en 1896, 1 127 habitants. Cette population va stagner dans une fourchette de 2 600 - 2 700 habitants, avant d'atteindre 3 063 habitants en 1936. Au lendemain de la Seconde Guerre mondiale, elle est tombée à 2 144 habitants, déclinant jusqu'à 1 722 habitants au recensement de 1999.

### Enseignement
Il existe un groupe scolaire quartier des Ignorantins à Calenzana. Les collège (collège J-F Orabona) et lycée (lycée de Balagne) publics les plus proches se situent respectivement à Calvi et à l'Île-Rousse.

### Manifestations culturelles et festivités

#### Les Rencontres de Calenzana
il s'agit de rencontres de musiques classiques et contemporaines chaque année à la fin août. Durant six jours, les spectacles (les rendez-vous à 18 h et les concerts à 21 h 30) se déroulent dans des édifices religieux de Calenzana et des environs : église Saint-Blaise, église Sainte-Restitude, église de Montemaggiore, église de Zilia, église de Moncale.
Ces rencontres sont l'œuvre de l'association Musical Rencontres de Musiques Classique et Contemporaine qui a son siège à Calenzana.

#### Fête de la Sainte-Restitude
Le 21 mai de chaque année la sainte patronne de la Balagne est vénérée par la confrérie de Saint Antoine .
Elle se traduit par une grande procession et une grande fête. Une autre procession en son honneur a lieu le lundi de Pâques.

### Santé
On trouve sur la commune : 3 médecins dont 1 spécialiste, une pharmacie, un cabinet d'infirmiers.
Le plus proche hôpital est le centre hospitalier de Calvi-Balagne, ex-antenne médicale de Balagne (AMU de Calvi) - adresse : lieu-dit Guazzole - 20260 Calvi, distant de 13 km.

### Sports

#### Randonnées

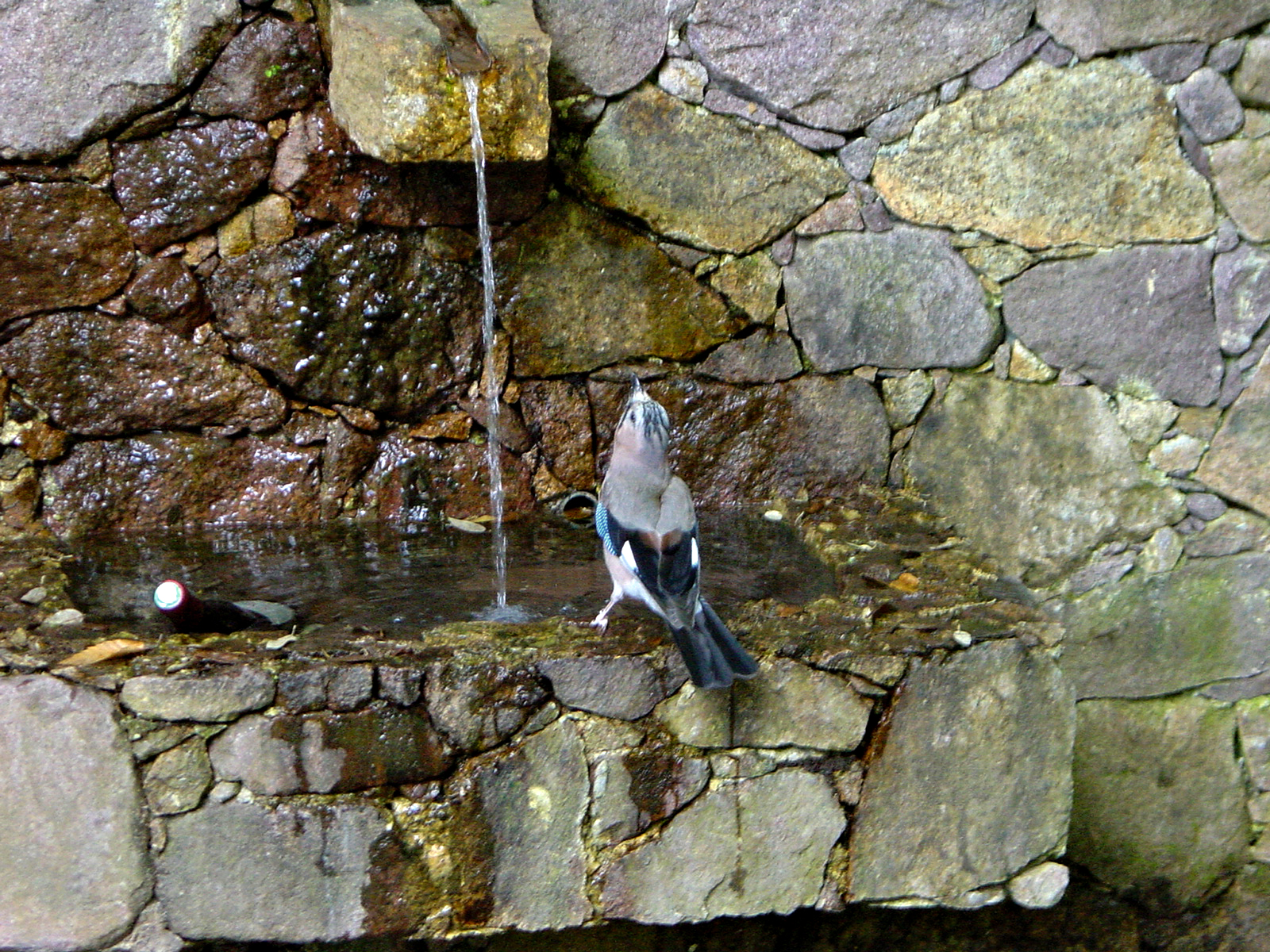
Fontaine de l'aire de piquenique de Bonifatu.

Il existe plusieurs sentiers de randonnées dans la forêt de Bonifatu :
- la boucle de Ficaghjola ;
- le boucle d'Erbaghjolu : départ/arrivée Bonifatu, via Bocca di Bonassa (1 153 m) et Bocca Rezza (513 m), parcours indiqué pour cinq heures de marche ;
- la boucle du Calatoghju, parcours balisé en rouge, indiquée pour 1 h 30.

Mais les plus importants qui démarrent ou se terminent à Calenzana, demeurent :

##### Sentier de grande randonnée 20
Calenzana est avec Conca en Corse-du-Sud, un des points de départ du fameux sentier GR 20.
Il est aussi le point de départ du sentier Mare e Monti et du Sentier de la transhumance. C'est dire le nombre élevé de randonneurs passant chaque année à Calenzana.
Pour les randonneurs et visiteurs, un grand parking payant (en saison estivale) a été aménagé à l'entrée de la forêt de Bonifatu, soit le terminus de la route D 251. Une auberge-restaurant y est ouverte en saison estivale.
Depuis le cirque de Bonifato on peut rejoindre le fameux GR 20 au refuge de Carozzu. Plus au sud, au pied de A Muvrella, se situe le lac de la Muvrella (1 872 m).

##### Tra Mare e Monti
Tra Mare e Monti est un sentier du PNRC, balisé en jaune. C'est un sentier de moyenne montagne reliant Calenzana à Cargèse, via la forêt territoriale de Bonifatu, les cols de Bocca di Bonassa (1 153 m) et de Bocca di Lucca (589 m - limite territoirale de la commune), le hameau de Tuarelli (Manso), Galéria, Girolata, Osani, etc.

##### Sentier de la transhumance
Il est la voie historique qui permettait aux bergers du Niolo de gagner les plaines de Balagne : le Filosorma ou vallée du Fango, la plaine de la Figarella et celle du Regino. En langue corse, on parle de a muntagnera et de l'impiaghjera, respectivement pour transhumance vers la montagne et transhumance vers la plaine.

De nos jours, il est devenu un sentier patrimonial, œuvre du parc naturel régional de Corse. Il a été ouvert en 2007.

### Cultes
La paroisse (église Saint-Blaise) relève du diocèse d'Ajaccio.

## Économie
Depuis la fermeture des mines d'argent et de cuivre de L'Argentella, l'économie locale repose principalement sur la viticulture, l'oléiculture, le pastoralisme, l'artisanat et le tourisme saisonnier. Quatre moulins dont trois ruinés, fonctionnaient le long du ruisseau de Frintogna.

### Viticulture
Les vignes essentiellement plantées avec des cépages locaux niellucciu, sciaccarellu et vermentinu, produisent des vins AOC Corse-Calvi.
Calenzana compte quatre producteurs-récoltants : Clos viticole Camellu, Domaine Orsini (Pietralba-Rochebelle), Domaine Cardi et Domaine Figarella.
Calenzana est sur le parcours de la Route des vins AOC Corse-Calvi (Strada Vinaghjola), un circuit créé par le Syndicat AOC Corse-Calvi et le Comité Régional d'Expansion et de Promotion Agricole de la Corse (CREPAC).
De François Giacobbi, qui fut président du parc naturel régional de Corse, président de la Fédération des parcs naturels régionaux, président de la Fédération des Parcs naturels et nationaux d'Europe, on retiendra ces paroles : 

« Calenzana est la capitale agricole de la Balagne. On y déguste des vins renommés, si légers qu'on les boit sans y penser et qu'ils vous clouent ensuite à table »

— François Giacobbi, La Corse Ed. Sun Paris 1961 p. 44

### Oléiculture
La culture des oliviers est en net regain malgré le terrible incendie de l'été 2005 qui ravagea sur près de 1 500 hectares plusieurs milliers d'oliviers dont de nombreux arbres séculaires. Les habitants ont pris conscience de ce patrimoine légué par les ancêtres qui avaient fait de la Balagne "le jardin de la Corse". Une foire de l'olivier (A Fiera di l'Alivu) se tient chaque année le 3e week-end de juillet au village voisin de Montegrosso.
Les variétés d'olive de Balagne, a Sabina et a Ghjermana, confèrent à l'huile des parfums d'amande douce, de maquis, quelquefois d'un léger piquant. L'huile produite localement porte depuis 2004 l'AOC Huile d'Olive de Corse (Oliu di Corsica).

### Autres

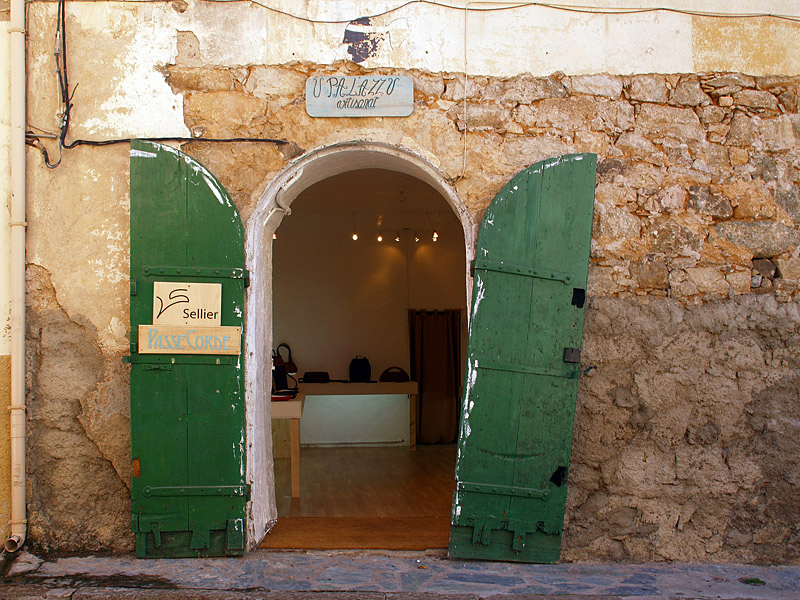
Artisanat local.

- Artisanat : sont présents sur la commune des fabricants de vins et de liqueurs, de biscuits et autres spécialités corses, de produits artisanaux, de travail du bois, de restauration et de reliure et un atelier de poterie et de céramique.

Calenzana se situe sur la Route des artisans de Balagne (A Strada di l'Artigiani), un parcours au cœur de la Balagne, un circuit créé sous l'égide de la Chambre de Métiers de la Haute-Corse.
- Apiculture. Il existe plusieurs apiculteurs aux produits AOC et BIO : Miel et dérivés de Jacques Tercé, apiculteur - lieu-dit « Paradella », Miel et dérivés de Carboni Pierre-Henri, apiculteur au village.

Selon la légende, les abeilles auraient été une arme employée par les habitants pour combattre les soldats allemands du colonel Vinz le 14 janvier 1732 dans la bataille de Calenzana.
- Pastoralisme : l'élevage de caprins et d'ovins est destiné à la production laitière. Les fromages fermiers produits dans la microrégion sont d'un piquant unique, type Calinzanincu, un des cinq types de fromages fermiers corses notoirement connus et qui sont présentés chaque année à la foire du fromage (Fiera di U Casgiu) de Venaco.
- Énergie éolienne.

Une ferme de 11 éoliennes est en service depuis 2004 sur les crêtes dominant la baie de Crovani. Il s'agit du parc de Punta Aja.
Dans son rapport no 2008/O2/144, le Président de l'Assemblée territoriale de Corse a émis un avis favorable au projet d'implantation d'un parc éolien sur la commune de Calenzana au lieu-dit Marsulinu. Ce parc devait être créé à l’intersection de 3 entités paysagères (ville de Calvi, Marsolinu et Revellata). L’implantation prévue se situant sur des crêtes secondaires en limite de la plaine de Figarella bien à l’intérieur des terres devait minimiser les impacts sur la côte de la Revellata et éviter ainsi la proximité des espaces emblématiques de Calvi (absence totale de co-visibilité) et de son golfe, et totalement la co-visibilité avec les villages caractéristiques de Balagne. Ce projet qui devait s'intégrer dans le développement économique local a été arrêté net par la Commission européenne après des plaintes de la Ligue pour la protection des oiseaux car le projet menaçait deux couples de gypaètes barbus, dont les hauteurs de Calenzana constituent l'un des derniers bastions en Corse.
- Gîtes ruraux et restauration. Des commerces de restauration et d'hébergement ouvrent à la bonne saison pour répondre aux besoins d'une clientèle saisonnière de randonneurs dont l'importance s'accroît au fil des années.

Calenzana est le point de départ de trois circuits de randonnées pédestres : GR 20 le reliant à Conca en Corse-du-Sud, sentier de moyenne montagne Mare è Monti rejoignant Cargèse par le littoral et Sentier de la transhumance.

## Culture locale et patrimoine

### Lieux et monuments
- Le monument aux morts sur la place commune.
- De grands caveaux de famille aux alentours du village.
- L'école "Les Ignorantins" classée monument de France.
- Le parc éolien de Punta Aja actuellement en service fait déjà l’objet d’un écotourisme local.
- Lo Cipeo (Luzzipeo ou Luzzipeu) du nom d'un village disparu. Il fut un lieu de résidence du prince Pierre-Napoléon Bonaparte, fils de Lucien Bonaparte Altesse impériale, frère de Napoléon Ier.
- La fontaine du Prince Pierre, du XIXe siècle, située sur la place éponyme au cœur du village.

Le prince, grand amateur de chasse, avait séjourné à maintes reprises dans cette ancienne maison de chasse au lieu-dit Luzzipeo. Sa maison de Luzzipeo a été incendiée et détruite pendant la chute de l'Empire. Il n'en reste que des ruines.
- Statue-menhir scellée dans la sacristie de l'église Santa Restituta. Selon un responsable local, ce monolithe de granit provient de Luzzipeo d'où il a été ramené au cours de la seconde moitié du XXe siècle. Il mesure 2,40 m et est sculpté sur les deux faces. S'y trouve encore un autre qui a été laissé sur place car brisé en deux.

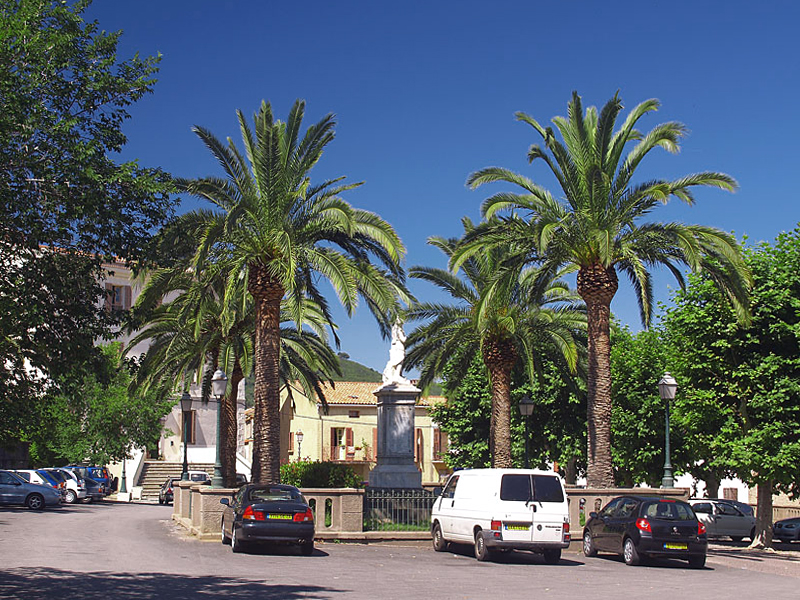
Monuments-aux-Morts.
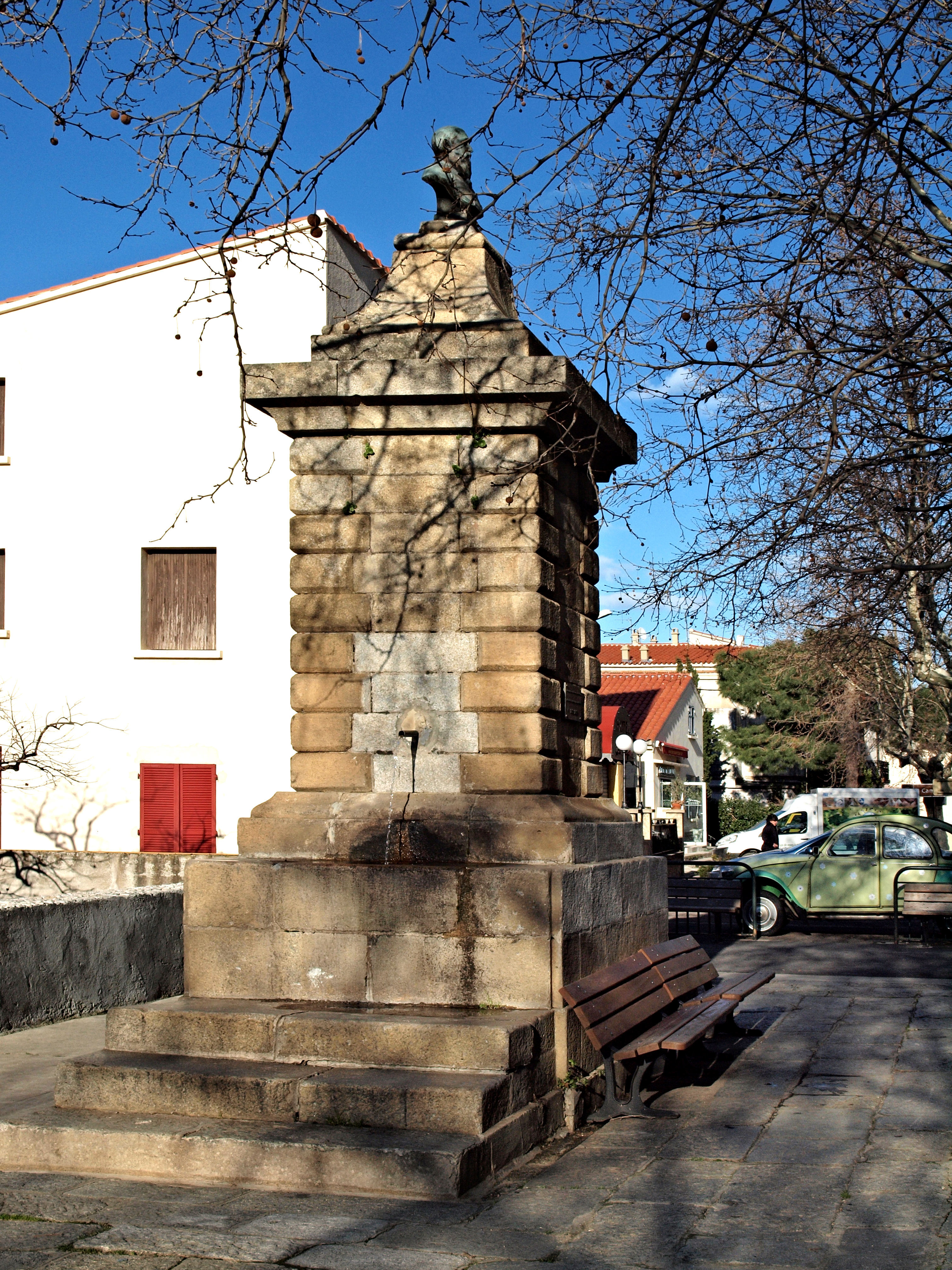
Fontaine du Prince Pierre.
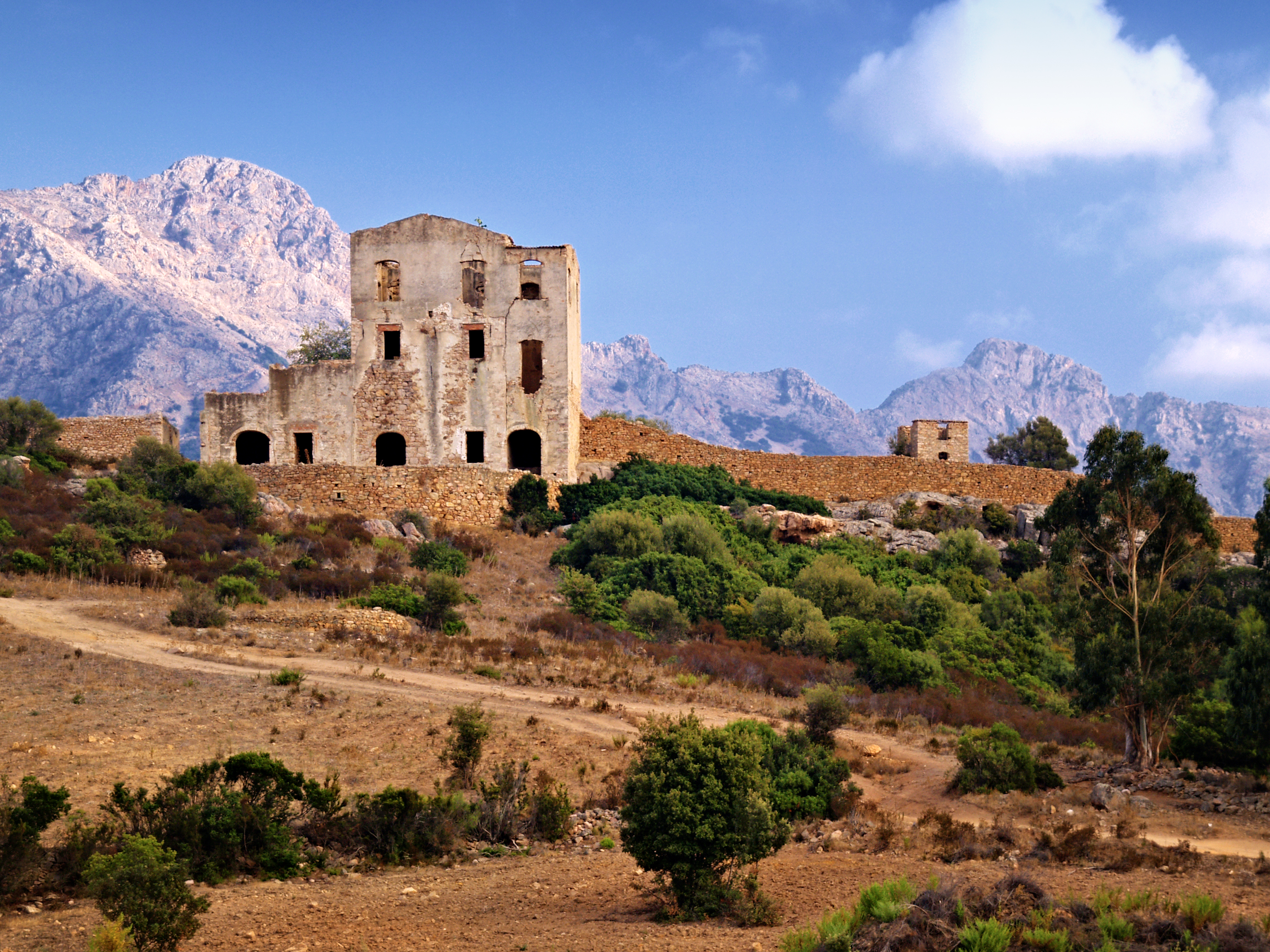
Résidence princière à Luzzipeo.
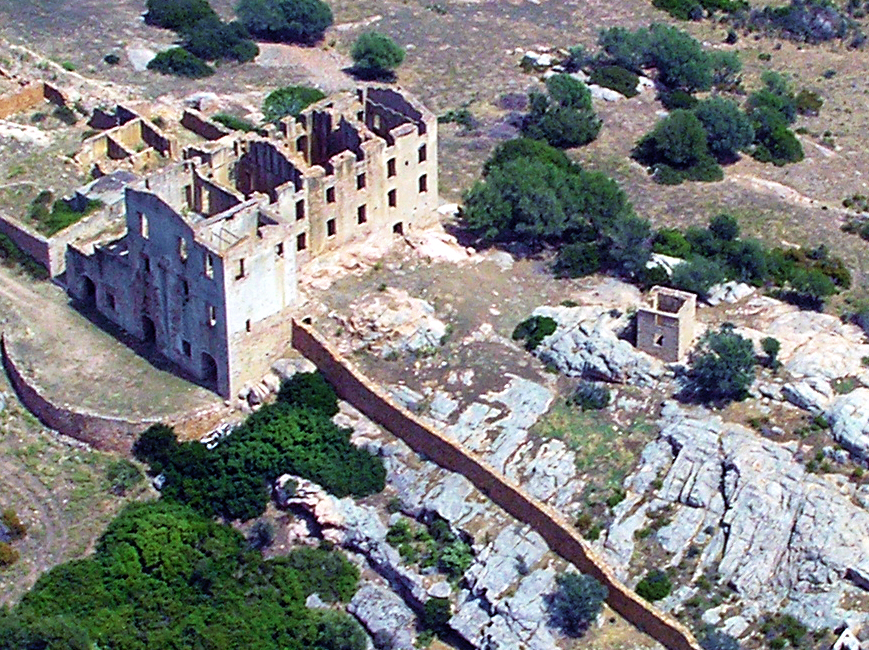
La torre Mozza de Luzzipeo
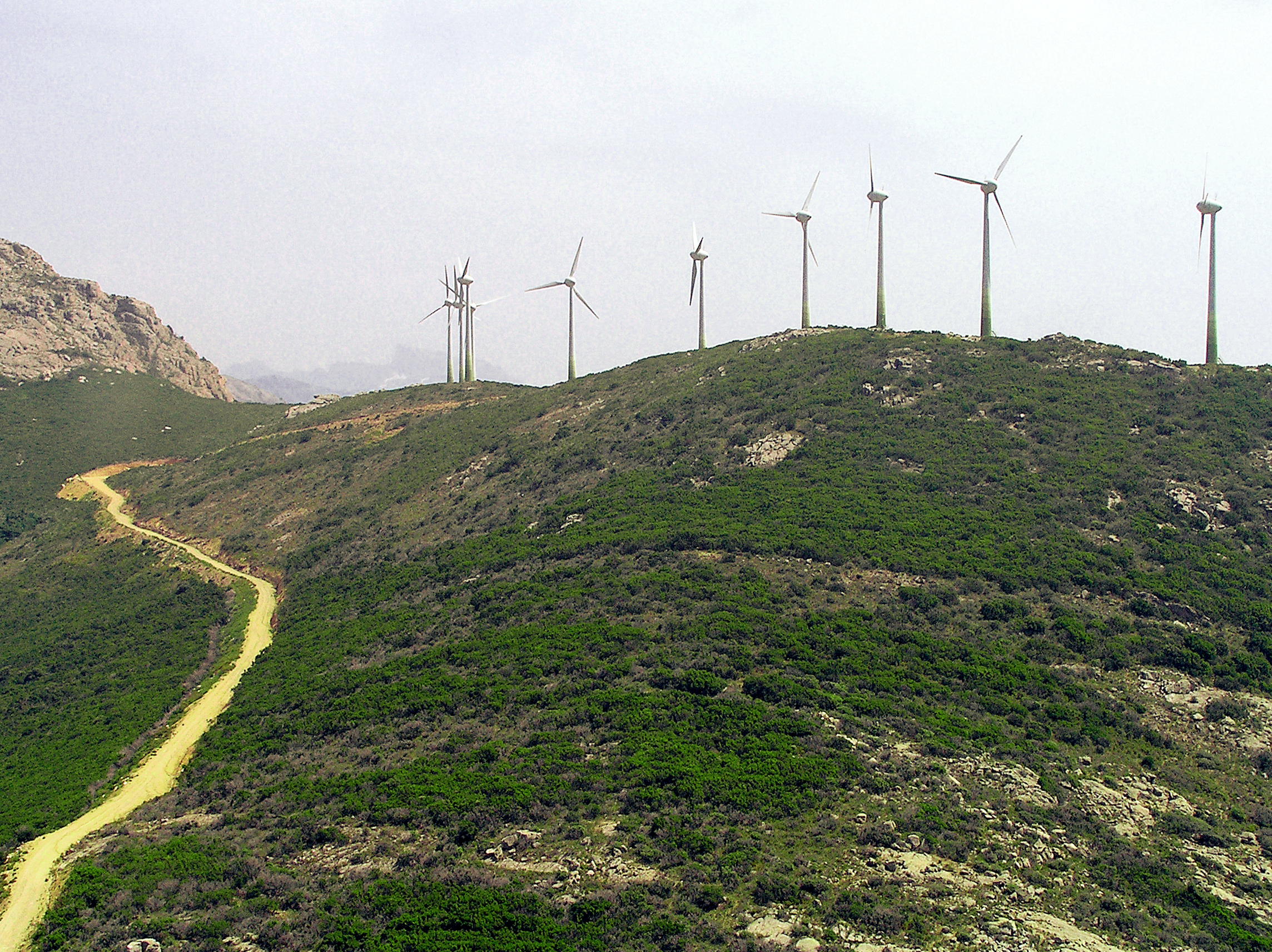
Parc éolien de Punta Aja.
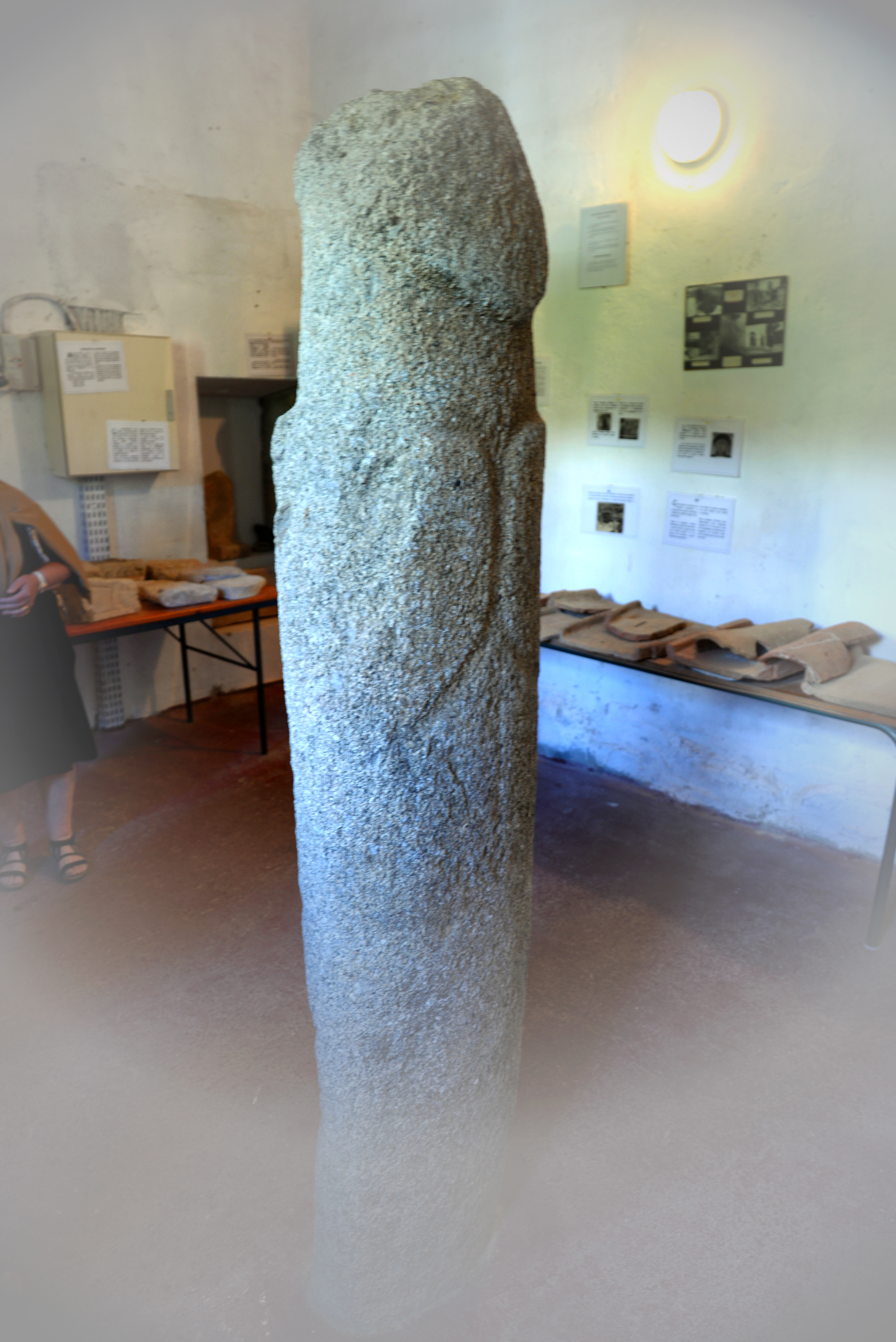
Vue arrière de la statue menhir .
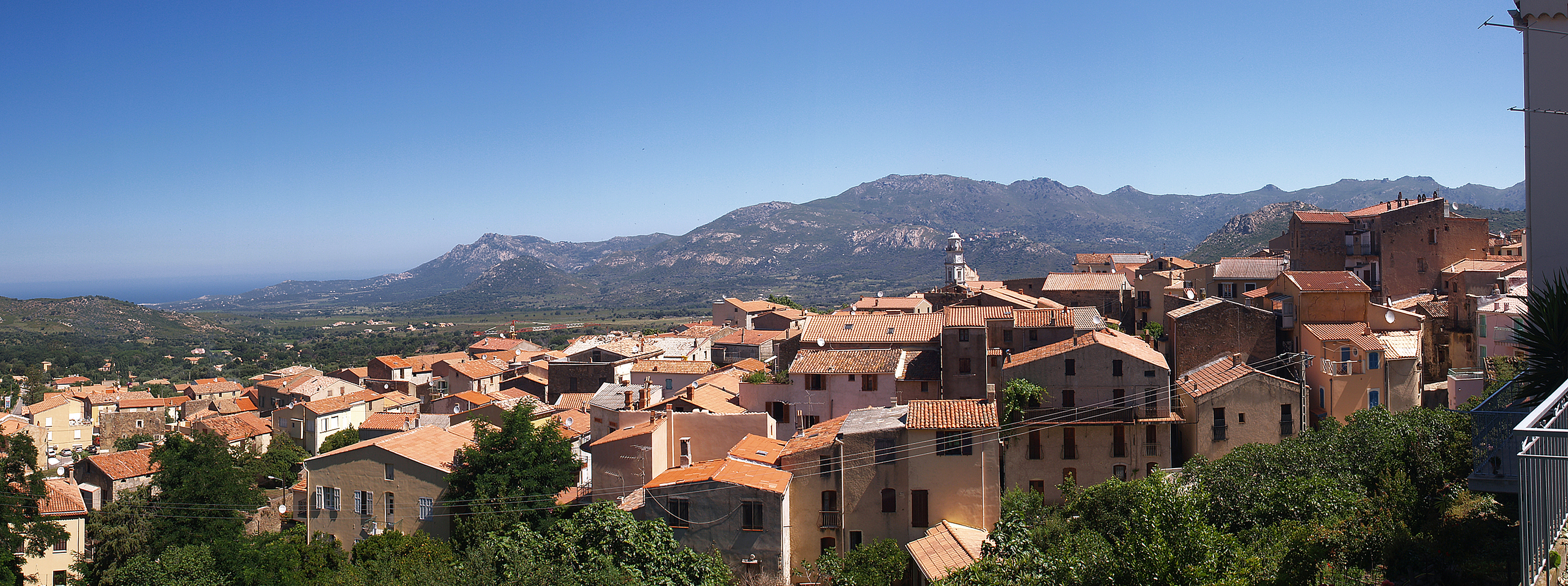
Regard sur le Golfe de Calvi.
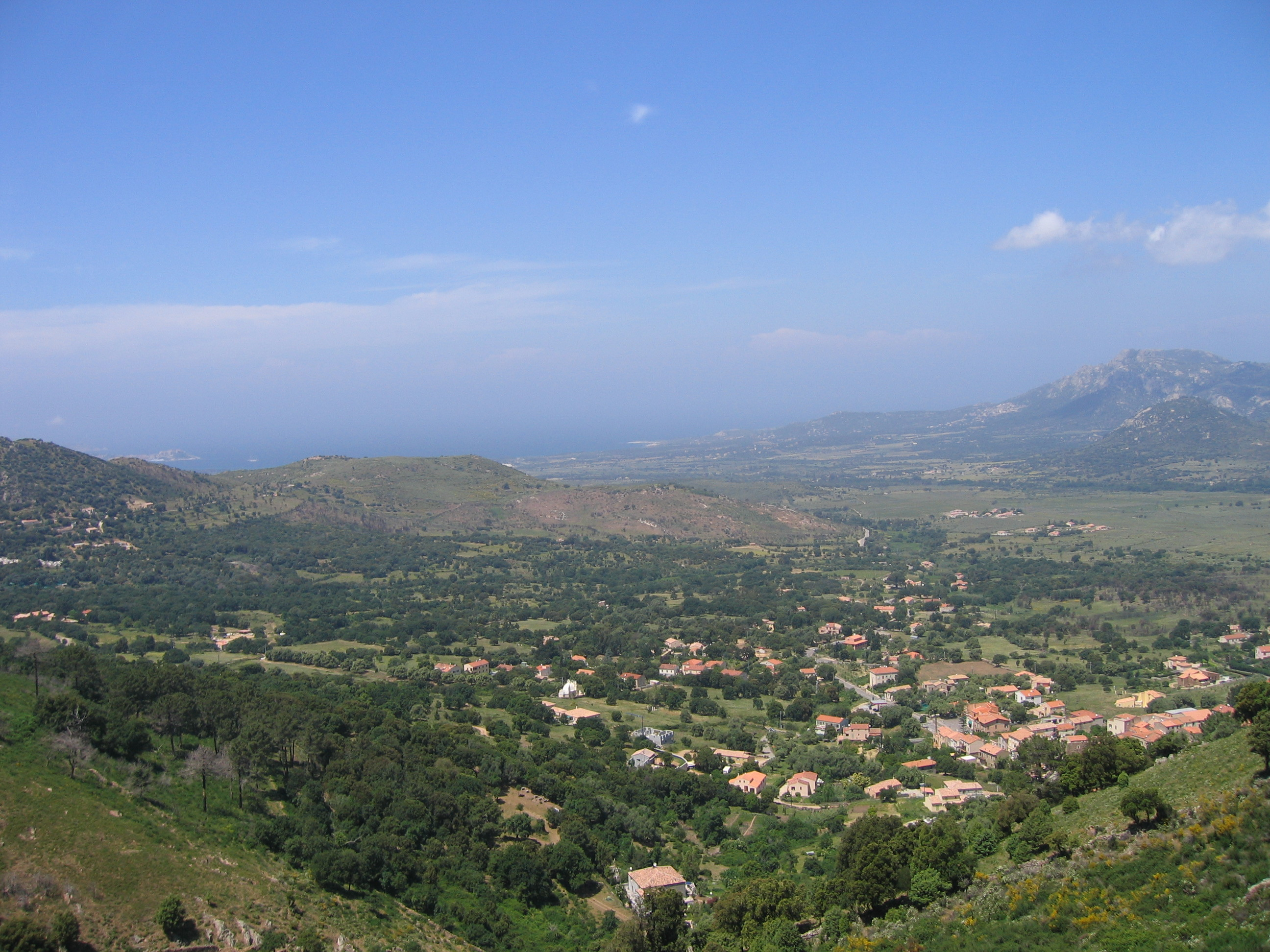
Photo prise du GR20 en mai 2005.
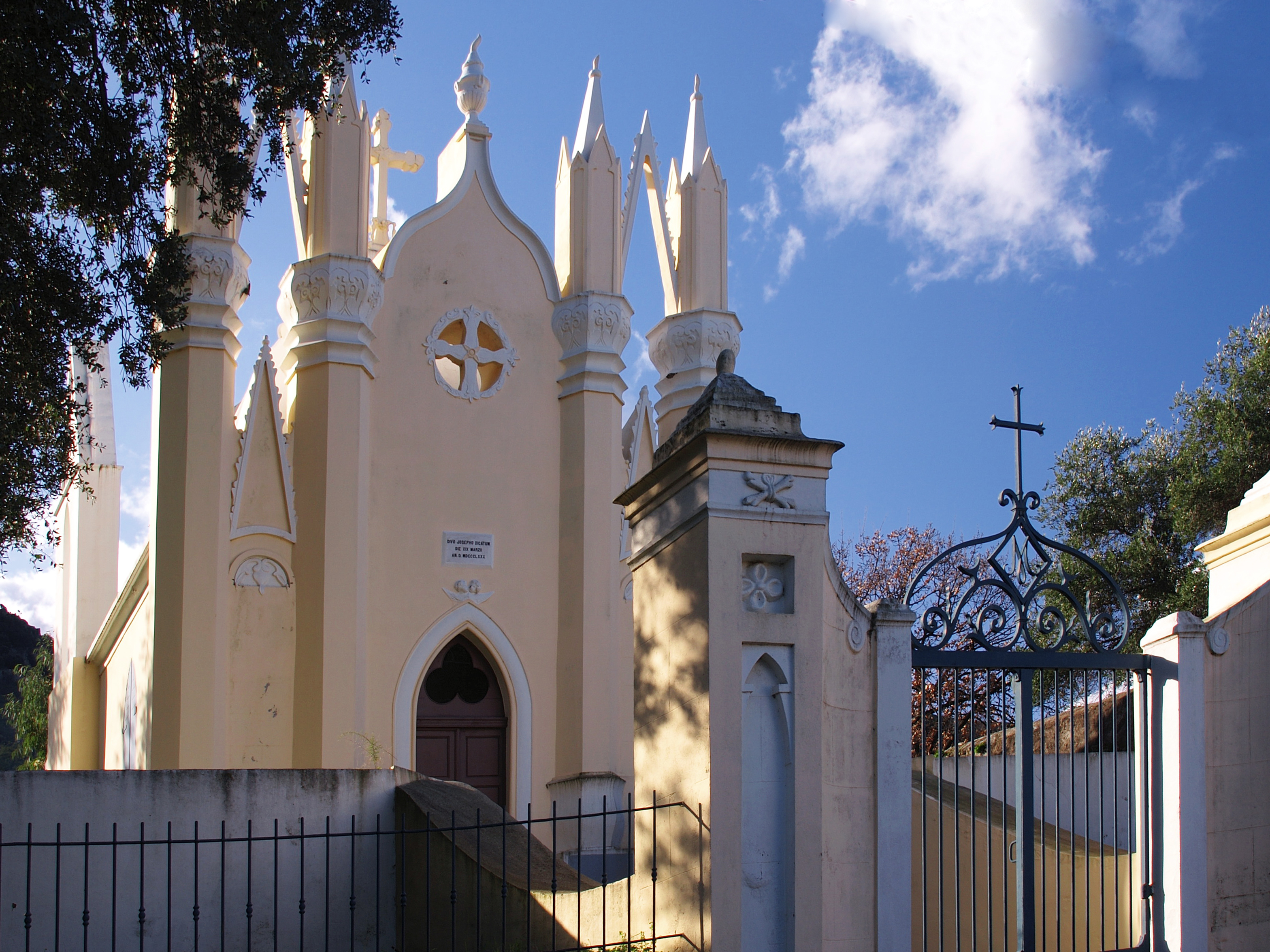
Une des tombes autour du village.
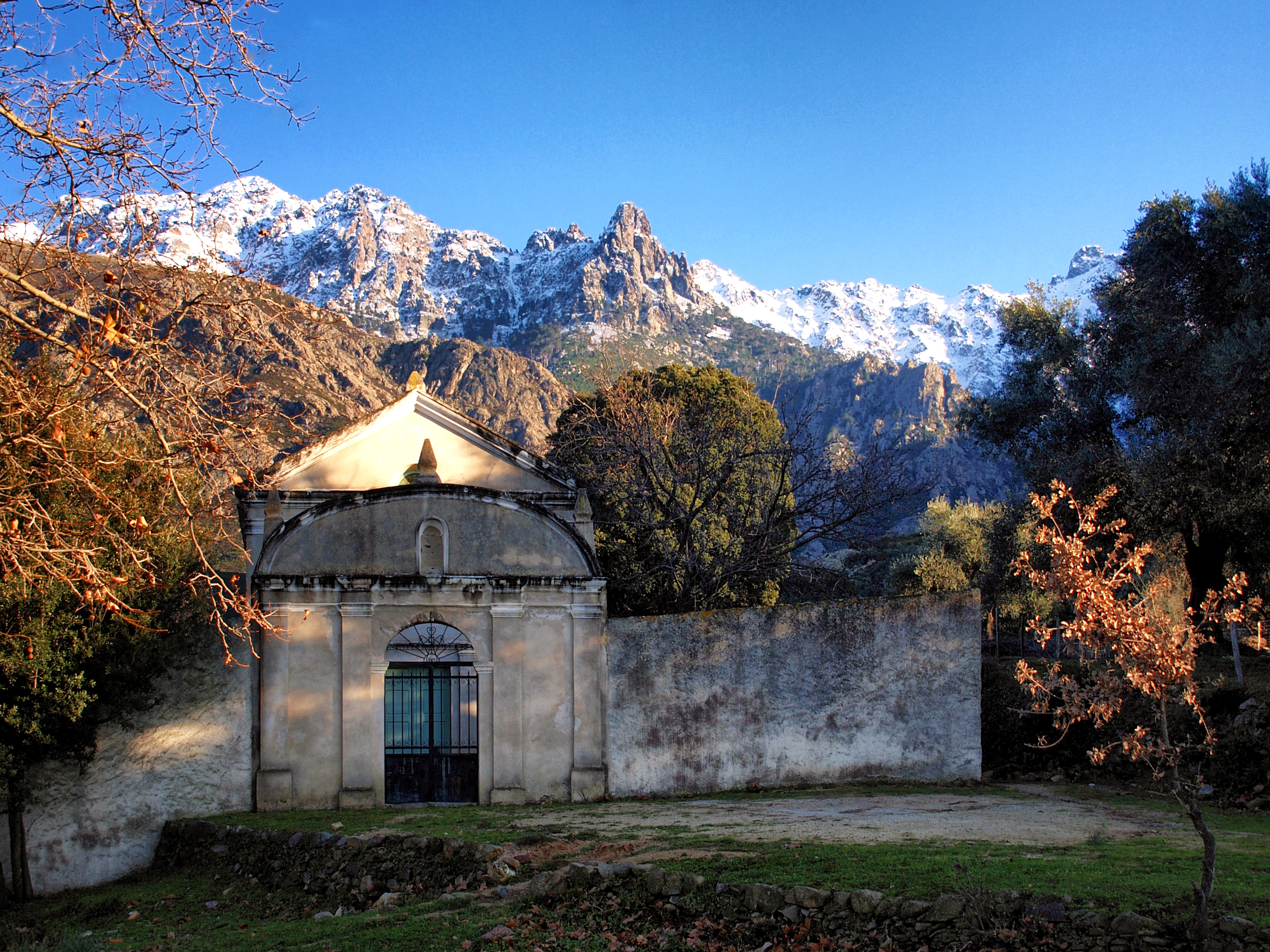
Chapelle mortuaire.
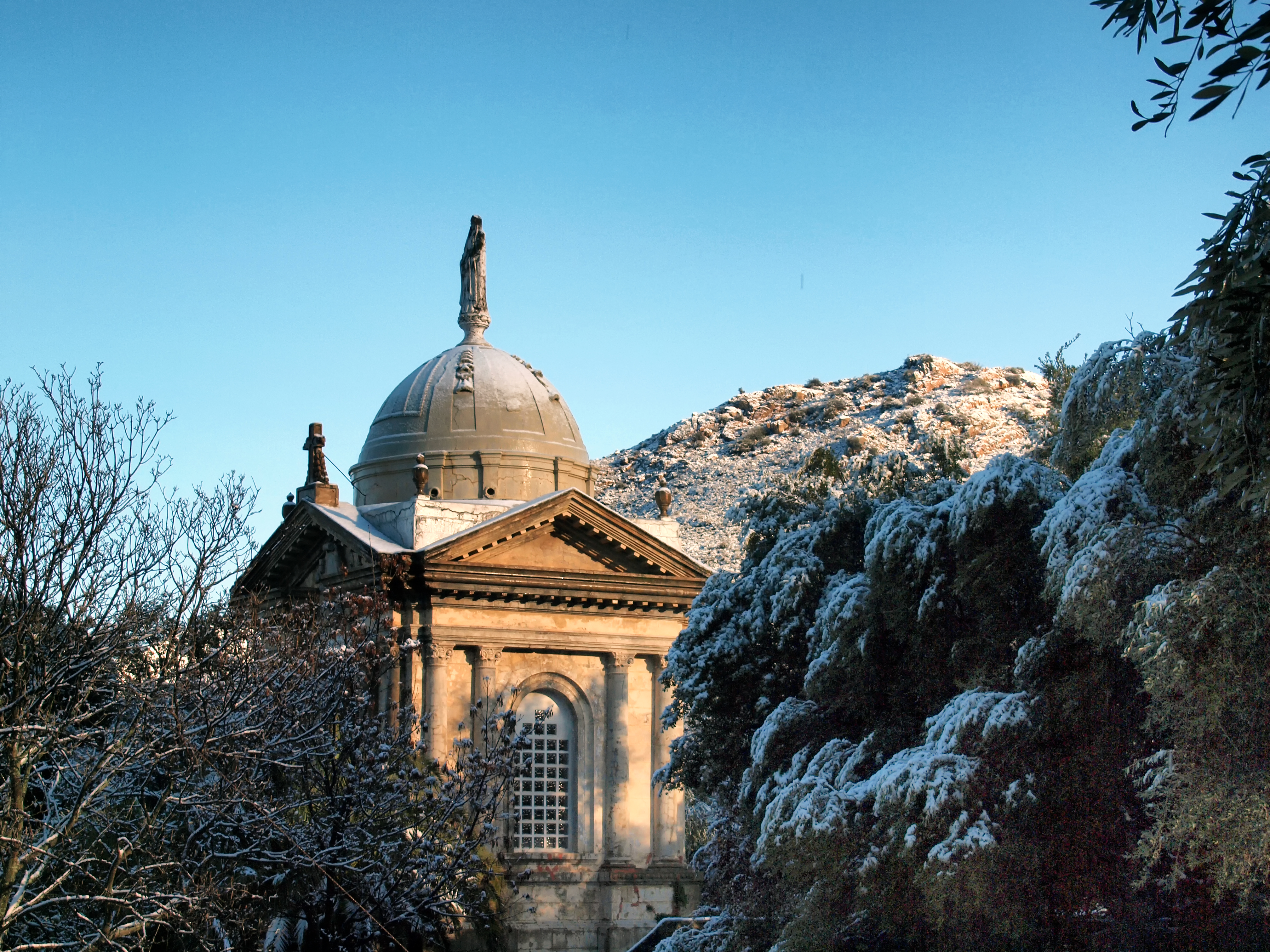
Mausolée à Sainte-Restitude.

#### Torre Truccia
Torre Truccia est le nom de la tour génoise située à 1,750 km distance orthodromique au sud de l'ancien sémaphore de Cavallo. Aujourd'hui ruinée, elle est bâtie sur un piton rocheux à 301 m d'altitude, à environ 340 m de la côte. La tour est accessible par un sentier, depuis le lieu-dit « Mansu », proche de la route D81b.
Elle faisait partie du dispositif de guet et de défense mis en place par les Génois au XVIe siècle et se trouvait en relation directe avec la Torre Mozza située à 1,750 km au sud-est, à Luzzipeo.

#### Torre Mozza

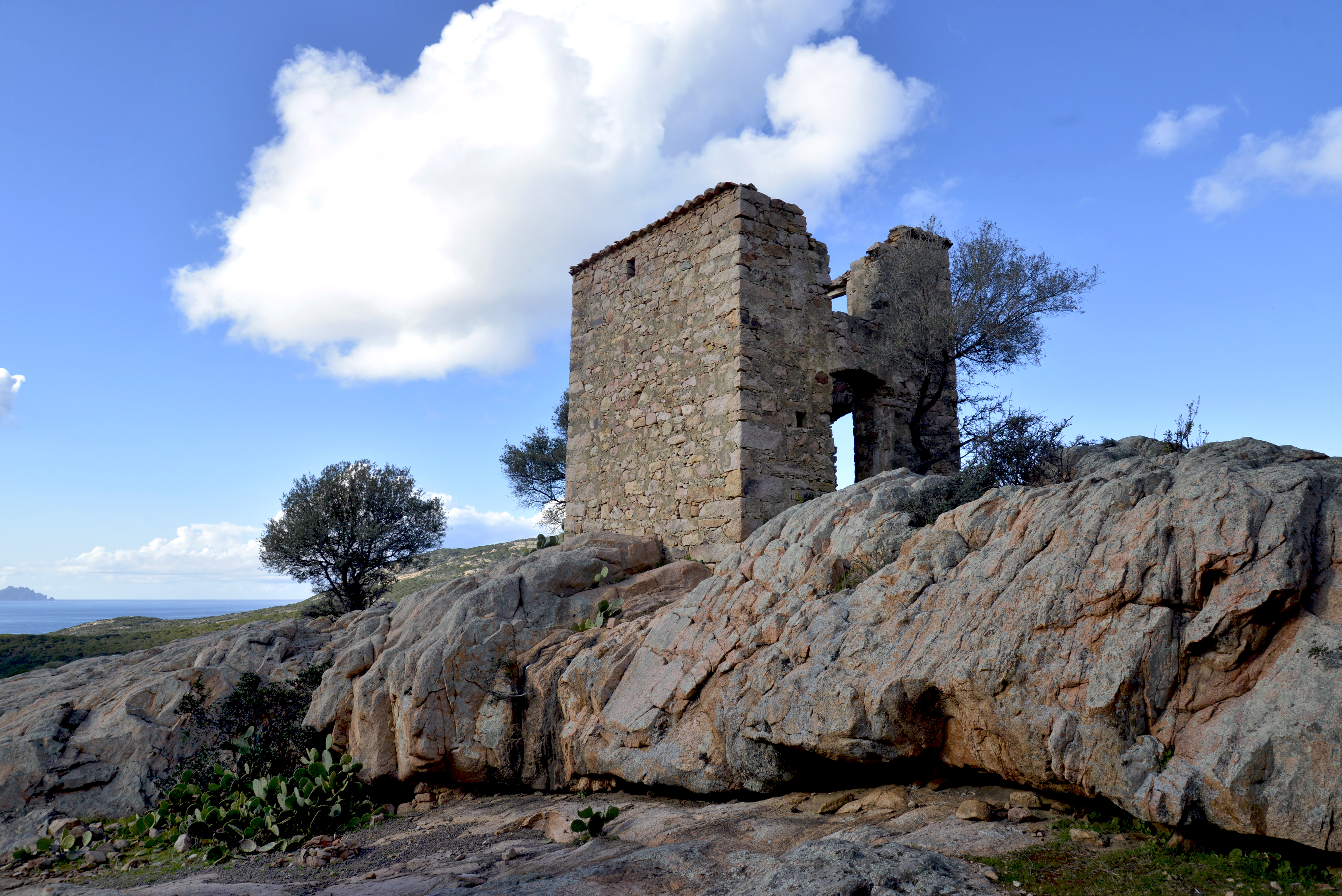
Torre Mozza.

La Torre Mozza est la tour génoise ruinée située à 1,750 km « à vol d'oiseau » au sud-est de la Torre Truccia avec laquelle elle correspondait par feux, construite à la même époque dans le dispositif de défense mis en place par les Génois, sur le site qui fut occupé plus tard, au XIXe siècle, par le prince Pierre-Napoléon Bonaparte à Luzzipeo qui y avait une résidence.

#### Église Santa Restituta
L'église Sainte-Restitude encore appelée A Santa, est un sanctuaire où sont conservées les reliques de sainte Restitude, vierge et martyre du début IVe siècle. Église de pèlerinage, elle est située en dehors du village, sur la route menant à Zilia, proche de grands caveaux (tombes) de famille.
Sa construction a débuté au XIe siècle, sur le site du cimetière de l'ancienne cité romaine d'Olmia. Elle a été l'église principale de la pieve d'Olmia, dans le diocèse de Sagone, jusqu'en 1715. Par la suite, elle a subi à plusieurs reprises des travaux de transformation : nef romane primitive aux XIe et XIIe siècles, chapelles latérales au XIVe siècle, nef actuelle au XVIe siècle ; chœur baroque, coupole et décor sont du XVIIIe siècle. La crypte dans laquelle se trouve le sarcophage, a été aménagée à la suite des mises au jour de 1951.
L'église Sainte-Restitude et son enclos, murs compris, sont protégés par arrêté du 2 août 1990 et inscrits Monuments Historiques.
Santa Restituta est la patronne de Calenzana et de la Balagne par décret de la S.C.C.D. en date du 2 août 1984 de S.S. le pape Jean-Paul II. Le samedi 25 mai 1985, S.E. Mgr Jean-Charles Thomas, évêque de l'Église de Corse, a solennellement proclamé ce patronage... sous le pastorat du chanoine François Saravelli-Retali, curé de Calenzana.
Propriété de la commune, l'édifice recèle plusieurs œuvres remarquables, également propriétés de la commune, classées Monuments historiques : 
- un cénotaphe-reliquaire du XVe siècle[35] ;
- un sarcophage du IVe siècle[36] découvert le 2 mai 1951 a été disposé sous l'autel tabulaire. Le chrisme central (lettres X et P) au milieu de cannelures droites, confirme sa datation ;
- 4 plaques funéraires du XVIe siècle[37],[38],[39],[40] ;
- un bénitier de 1514, en marbre orné d'un bas-relief représentant saint Jean-Baptiste[41] ;
- une statue Vierge à l'Enfant dite la Madonna di Grazie, du XVIe siècle en marbre peint[42].

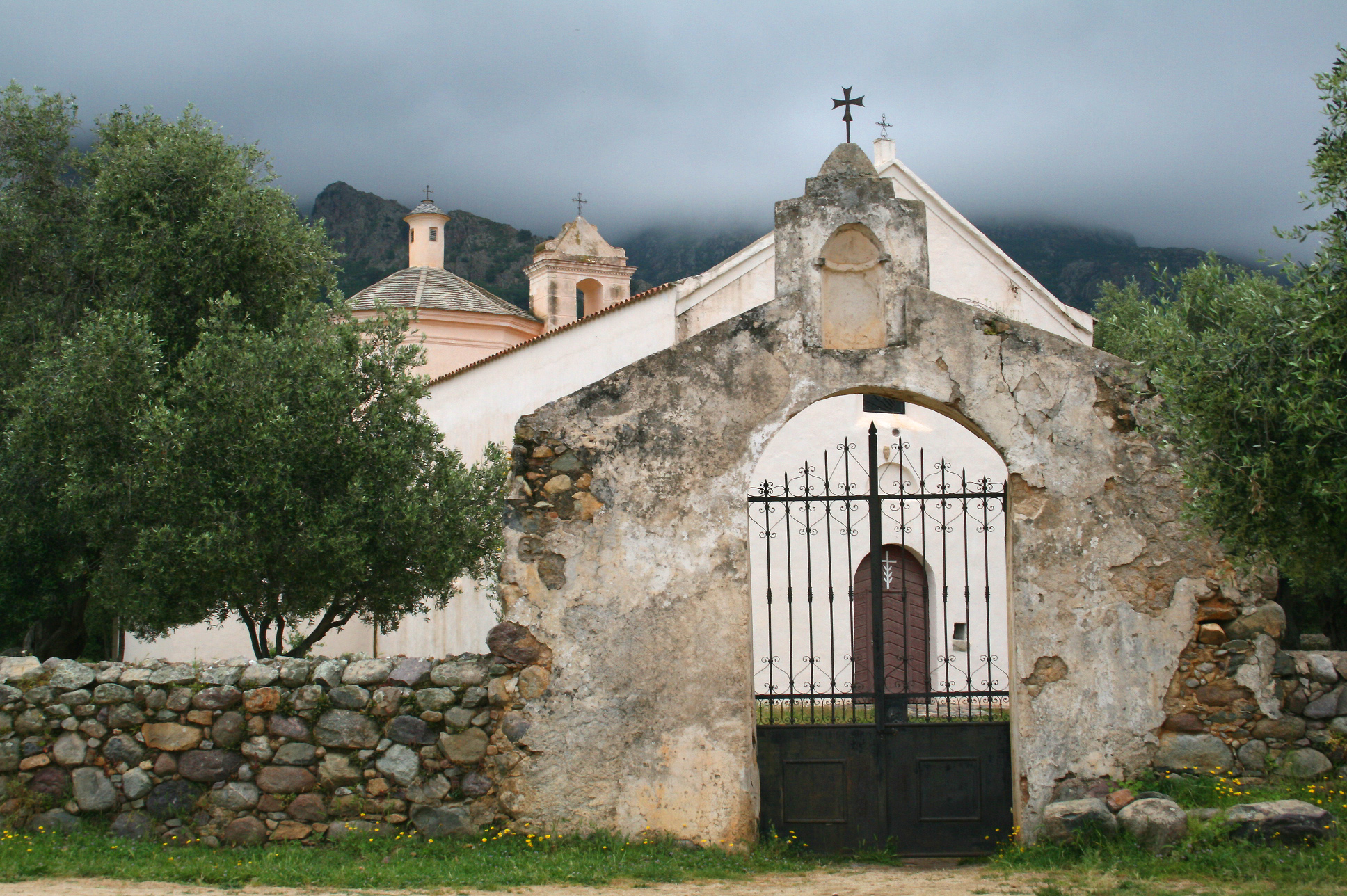
Église Sainte-Restitude.
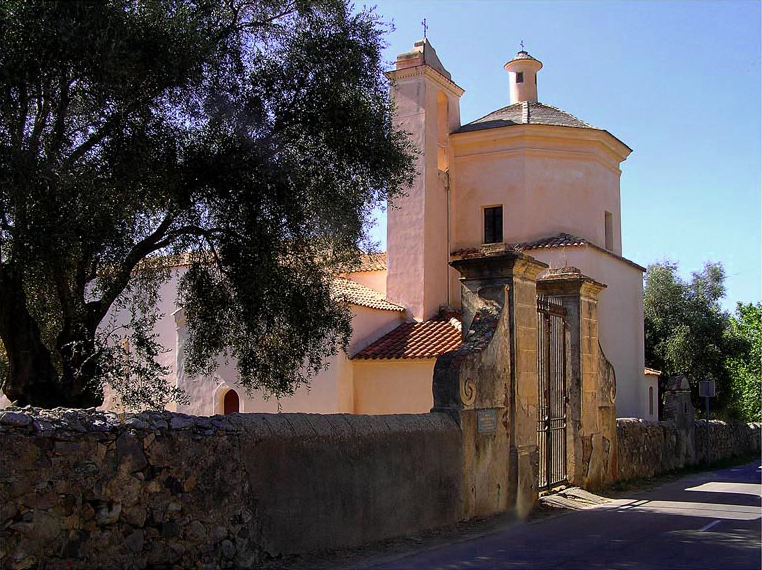
Entrée du sanctuaire.
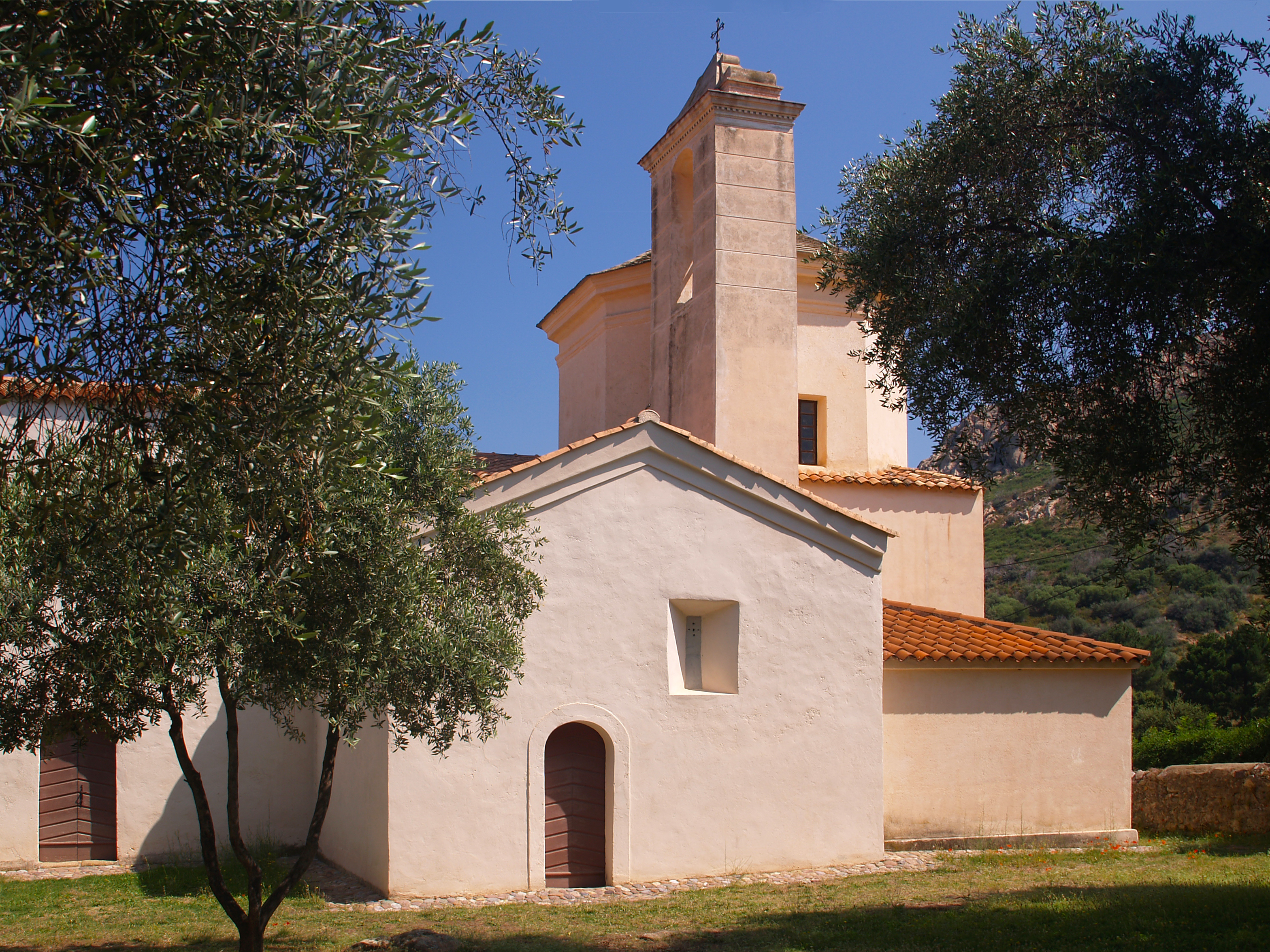
Église Sainte-Restitude.
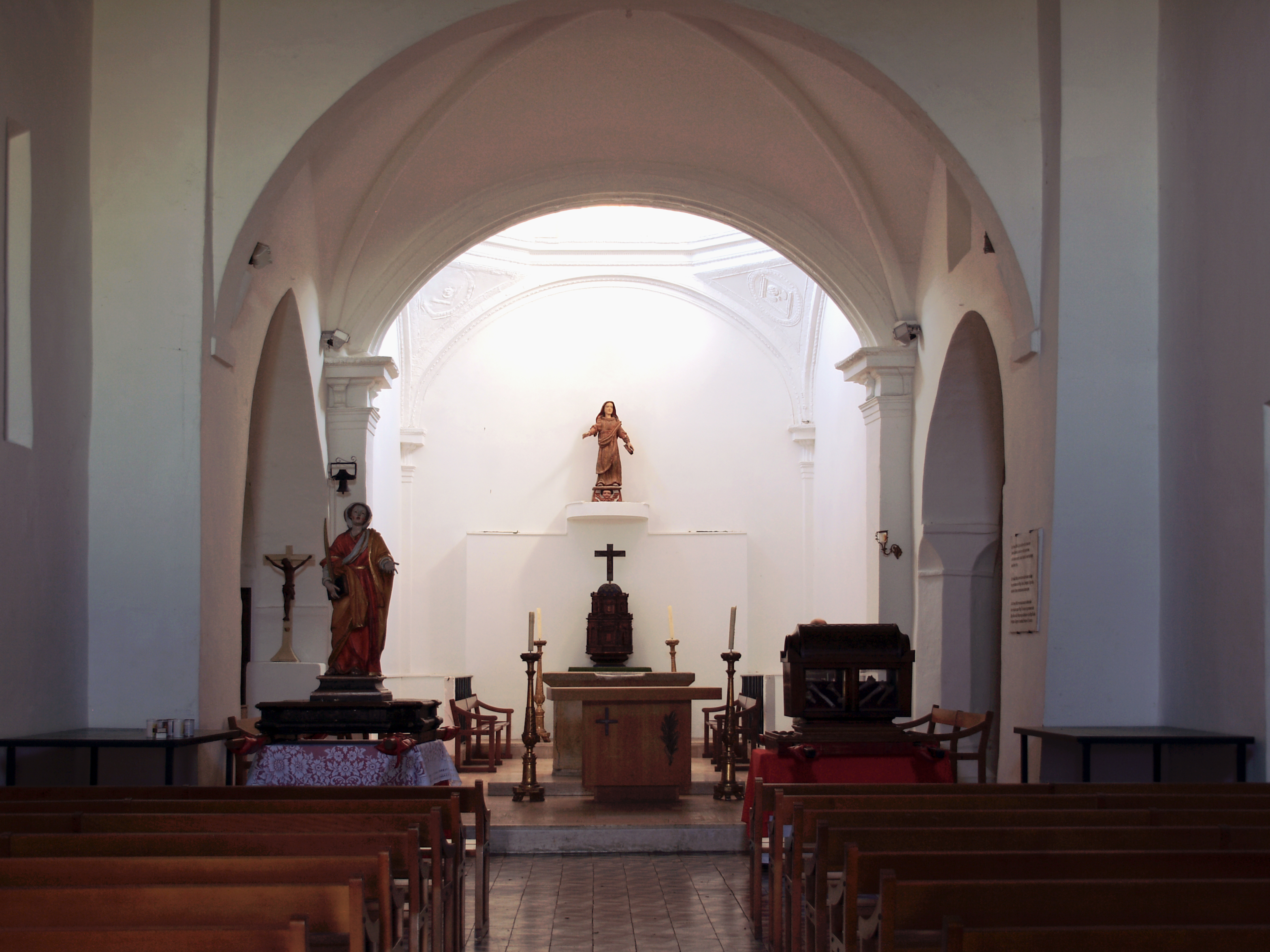
Intérieur de l'église.
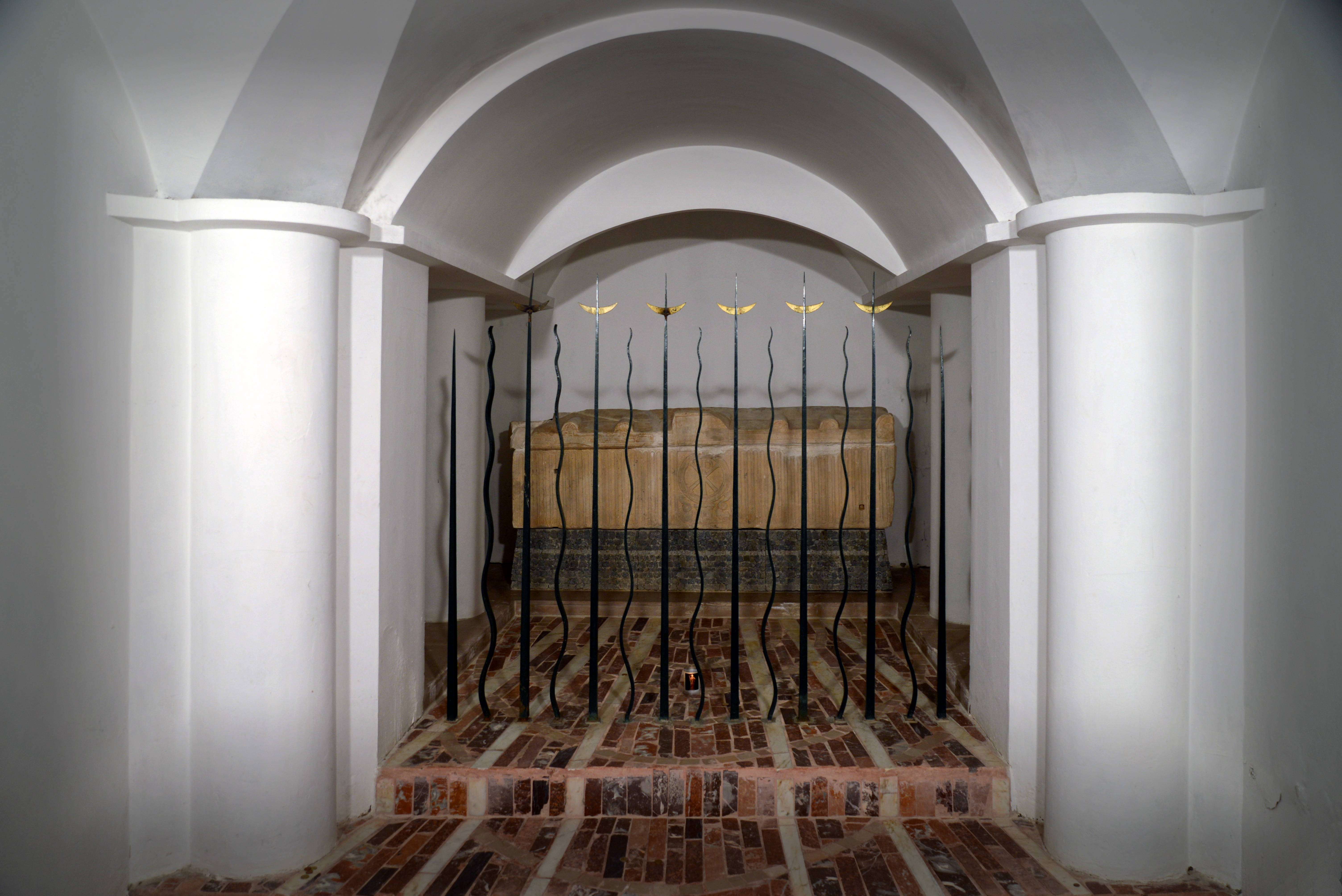
Sarcophage dans la crypte.

#### Église Saint-Blaise
L'église Saint-Blaise et son campanile, bâtis dès 1691 , ont été classés Monuments Historiques par arrêté du 2 mars 1981.

#### Chapelle de la Confrérie Sainte-Croix

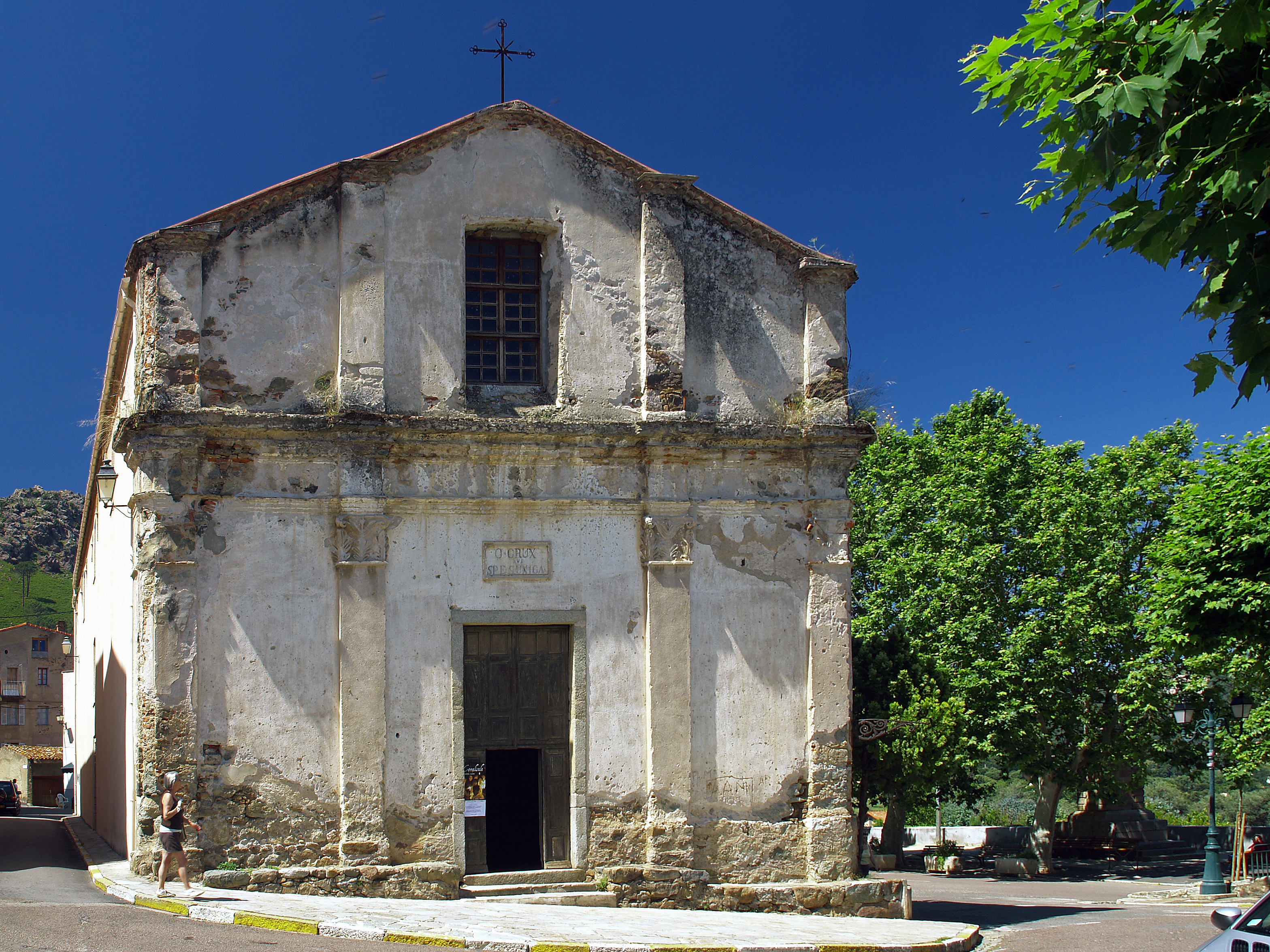
Confrérie Sainte-Croix.

La Chapelle de la Confrérie Sainte-Croix, dite Casazza, est située sur la place Centrale ; elle fait face à l'église Sainte-Blaise. Bâtie au XVIe siècle, elle a été remaniée au XIXe siècle. Elle est le siège des confréries. Propriété de la commune, elle est inscrite et classée Monument historique par arrêté du 2 mars 1981. Elle a été restaurée en 2010.

#### Autres édifices religieux

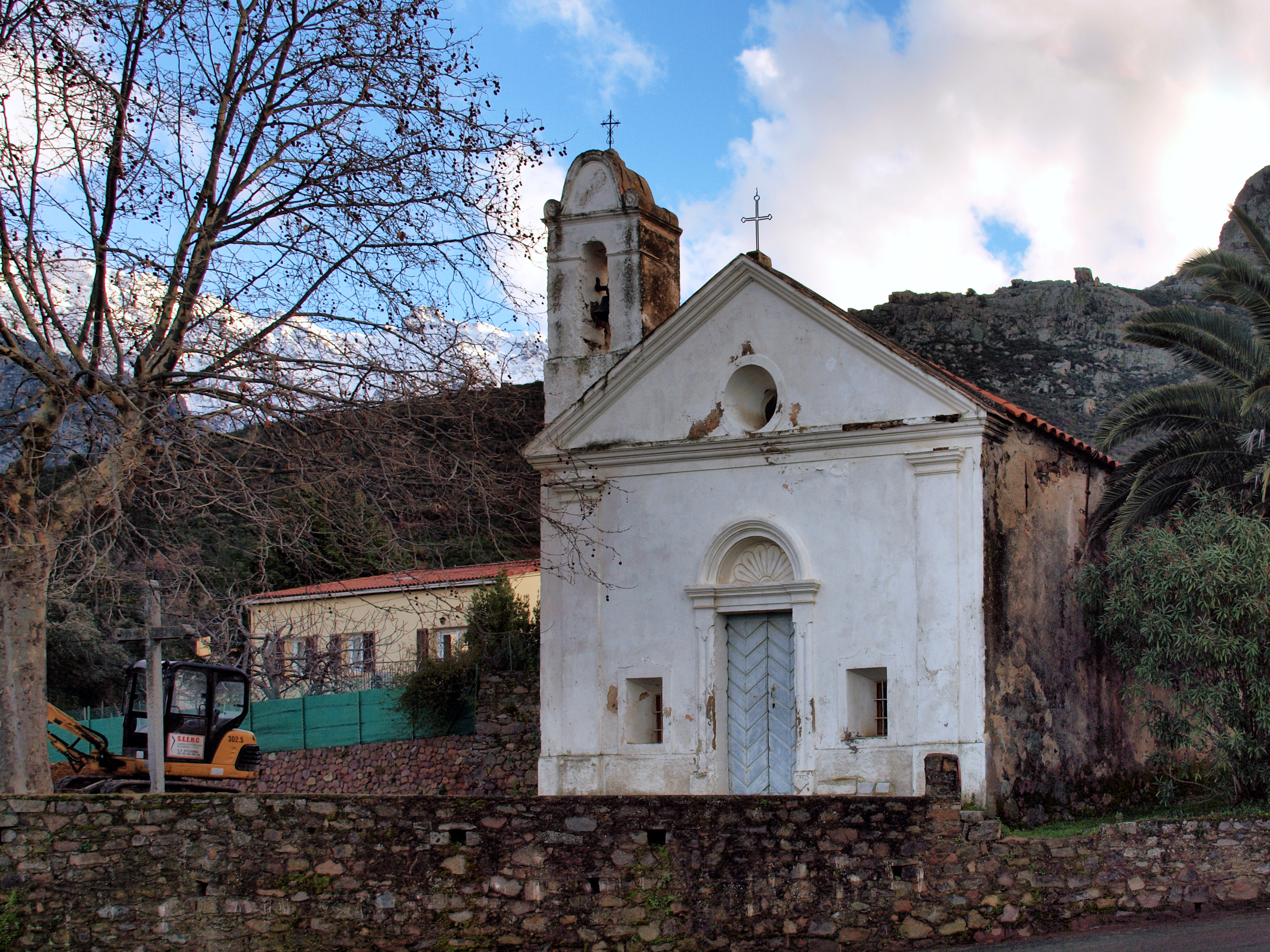
Chapelle Saint-Ignace.

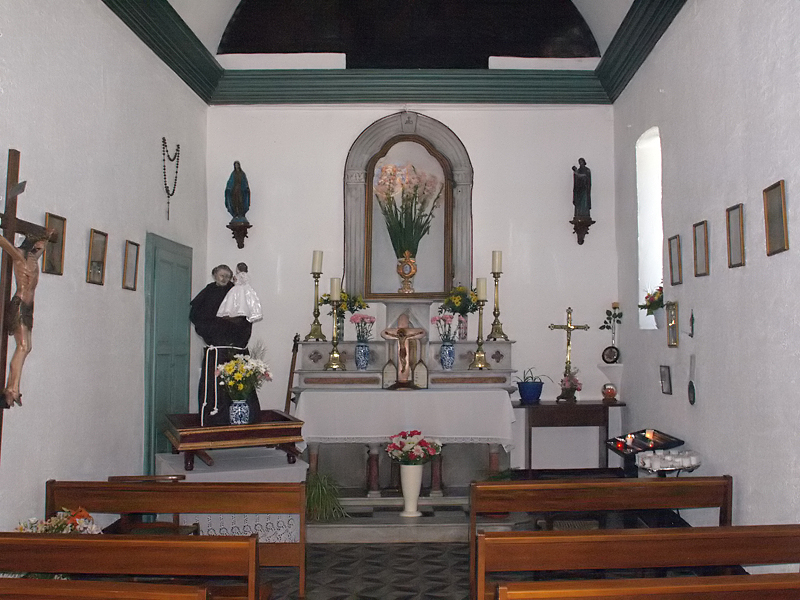
Oratoire Saint-Antoine.

- Église de San Quilicu, ruinée, située au nord de l'ancienne exploitation minière de l'Argentella.
- Chapelle Saint-Ignace située à la sortie du village, route de Zilia.
- Oratoire Saint-Antoine-de-Padoue, une toute petite chapelle proche de la balise de départ du GR20.

### Patrimoine culturel

#### Les mines de plomb argentifère et de cuivre dites mines de l'Argentella

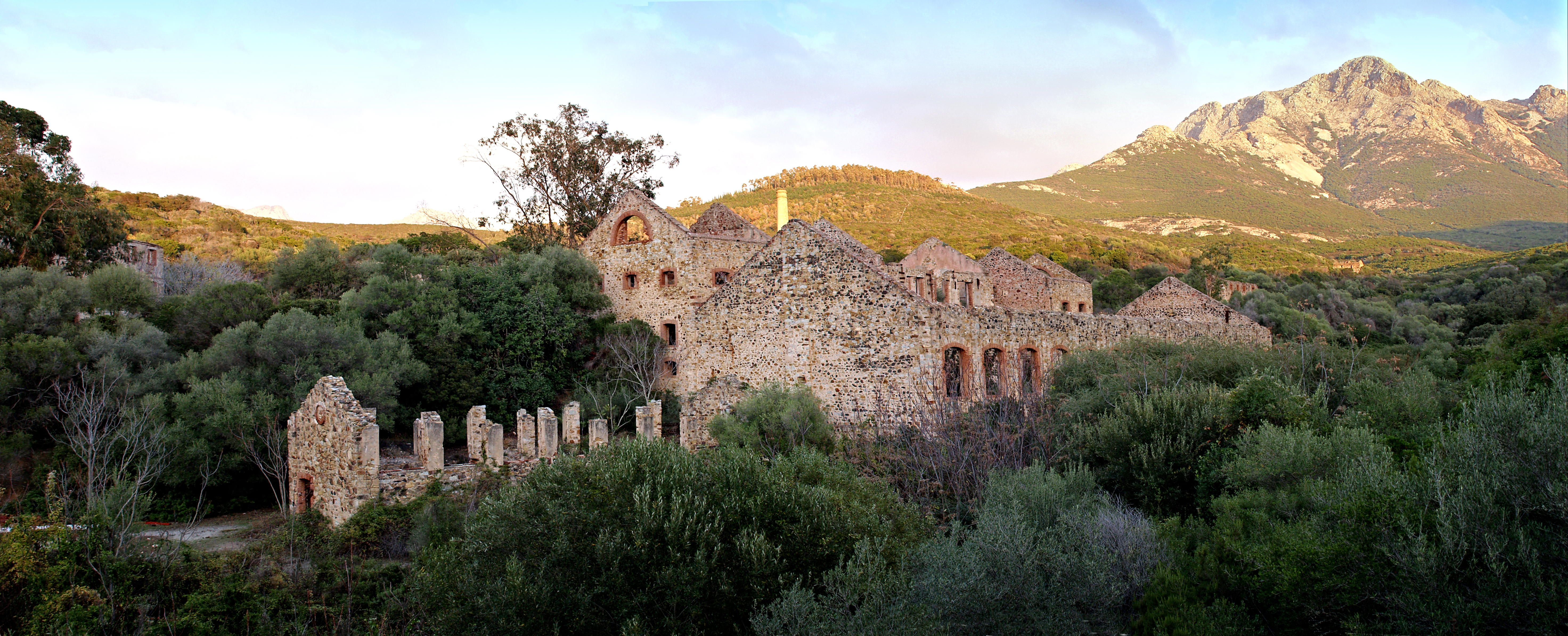
Anciennes mines de L'Argentella.

Les mines au pied du Capu di L'Argentella (813 m), sont en partie situées sur les communes de Moncale et de Galéria. L'exploitation occupait les lieux-dits Bocca Bassa ; Campo Astro ; Capo di l'Argentella ; Ferragliola ; Monte Martino ; Ogliastrone ; Valle Calde.
En 1847, le site fait l'objet de plusieurs permis de recherches. De 1848 à 1851 des travaux sont effectués. Le 9 janvier 1856, la concession de l'Argentella avait une superficie de 1 091 ha. Elle est octroyée à la "Compagnie Moullet Frères". Le gisement demeure inexploité de 1857 à 1865 faute de capitaux.

À partir de 1869, démarrent les premières grandes réalisations. Elles porteront, alternativement, sur le gisement de plomb argentifère et sur le gisement de cuivre de Valle Calde.

En 1873, débute la réalisation de très importants travaux, concernant entre autres la construction le long du ruisseau de Cardiccia, d'une vaste usine destinée à l'enrichissement et au lavage du minerai et de bâtiments administratifs, l'édification d'un barrage sur le ruisseau de Chierchiu, l'aménagement du port Julia dans la baie de Crovani.
Les mines ont employé jusqu'à 170 ouvriers ; elles n'en auront plus qu'une centaine entre 1875 et 1877. 30 tonnes de minerai par jour sont seulement livrées à l'usine.
Dès 1876, l'usine ne travaillera plus que quatre à cinq semaines deux fois par an. En 1878, seules 30 tonnes de minerai seront extraites.
En 1886, la mine est vendue à des investisseurs anglais. La société "L'Argentella Mining Company" redémarre l'exploitation ; elle emploie près de 150 personnes parmi lesquels 80 mineurs. L'exploitation est abandonnée de 1888 à 1891. En janvier 1891 des travaux sont repris sur les secteurs d'Ogliastrone et Bocca Bassa.

En 1898, le nouveau concessionnaire démantèle l'usine puis cède la concession.
Plusieurs sociétés se succèdent ensuite. Le 24 janvier 1964, la déchéance de la concession est prononcée.
Les mines sont reprises à l'Inventaire général du patrimoine culturel - Dossier versé le 10 août 2006.

### Patrimoine naturel

#### Calenzana dans le P.N.R.C.
La commune de Calenzana est adhérente au Parc naturel régional de Corse, dans le « territoire de vie » appelé Falasorma-Marsulinu

#### Réserve de Biosphère de la Vallée du Fangu
Calenzana fait partie des 9 communes situées dans le périmètre de la Réserve de Biosphère.

#### Site naturel de Crovani
C'est un site naturel inscrit, un espace protégé d'une superficie de 25 ha, propriété du Conservatoire du Littoral,. Il se situe au Nord du hameau de L'Argentella Galéria. Il est composé de deux parcelles comprises entre la baie de Crovani et la route D81b. La parcelle du sud, qui est séparée de la mer par la plage de galets de l'Argentella, comporte l'étang de Crovani.

#### La forêt de Bonifatu
La forêt territoriale de Bonifatu couvre le sud de la commune et de celle de Moncale, dans l'arrière-pays calvais. Elle se dévoile dans le remarquable cirque de Bonifatu tout proche. On y accède par la route D 251 qui se termine en cul-de-sac à l'entrée du site.
Point de départ de nombreuses randonnées, elle est très prisée des promeneurs et des estivants visitant la Balagne. Son entrée se situe à 538 m d'altitude.

#### ZNIEFF
La commune de Calenzana est concernée par trois ZNIEFF (Zone naturelle d'intérêt écologique, faunistique et floristique) de type I :
- l’étang de Crovani (n°00930000)[49] ;
- le cap Cavallo (n°00940000)[50] ;
- la forêt de la Flatta (n°00116000)[51].

## Personnalités liées à la commune
- Bernardin Alberti (Calenzana, 1591 - couvent de Marcassu, 1653). Ordonné prêtre en 1617. La Congrégation des rites lui a accordé le titre de « vénérable », premier degré vers la canonisation (1898)[18].
- Don Jean-Marc Luigi (Zuani, 1712 - Calenzana, 1782). Disciple de saint Théophile de Corte auquel la ferveur populaire donne le nom de beatu Ludovigu[18],[52].
- Dominique Belgodère (Calenzana, 1845 - Barchetta, 1922). Poète[18].
- Joseph-Marie Massoni, évêque de Mariana de 1751 à 1768[18].
- Prince Pierre-Napoléon Bonaparte. Il avait acheté au lieu-dit Luzzipeo un territoire sur lequel il avait fait édifier une maison de chasse. Il y a séjourné à maintes reprises. Le prince possédait une autre maison, celle-là située à Grotta Niella près de la Plage de l'Alga au fond du golfe de la Revellata. Enfin, il avait un chalet dans la forêt de Bonifatu. Tous ces édifices sont ruinés.
- Aglaë Meuron (Calenzana, 1836 - Ajaccio, 1925). Peintre, portraitiste[18].
- Antoine Guérini et son frère Barthélemy Guérini dit « Mémé », figures du milieu marseillais de l'après-guerre.
- Pierre Massimi (Calenzana, 1935 - Bastia, 2013), acteur.
- José Alberti (U Mucale, 1911 - Calenzana, 1992), chanoine. Petit neveu du Vénérable Bernardin Alberti. A découvert le sarcophage de Sainte Restitude et autres martyrs en 1951[18].
- Michel Orsini (U Mucale, 1925 - Calenzana, 1978). Docteur en droit canonique avec sa thèse « Corse, Terre vaticane » (1975)[18].
- Jean-Noël Guérini (né en 1951), président du conseil général des Bouches-du-Rhône.

## Héraldique
| Blason de Calenzana | Blason  | D'or à l'arbre arraché de sinople.               |
| Blason de Calenzana | Détails | Le statut officiel du blason reste à déterminer. |